# Festival Eurovisão da Canção 2014
O Festival Eurovisão da Canção de 2014 (em inglês:  Eurovision Song Contest 2014; em francês:  Concours Eurovision de la chanson 2014; em dinamarquês:  Europæisk Melodi Grand Prix 2014) foi a 59ª edição anual do Festival Eurovisão da Canção. Consistiu em duas semifinais nos nos dias 6 e 8 de maio de 2014, e na final no 10 de maio. Esta foi a terceira vez que o festival aconteceu na Dinamarca, em Copenhaga, sendo que a última vez foi em 2001. A Croácia , a Bulgária o Chipre e a Sérvia decidiram abandonar a competição mas poderão participar numa próxima edição. Polónia e Portugal regressaram com dois e um ano de ausência, respectivamente. A edição contou com trinta e sete participantes, o número mais baixo desde o Festival Eurovisão da Canção 2007.

## Local
O Festival Eurovisão da Canção foi realizado no estaleiro B&W em Copenhaga. O antigo estaleiro passou por diversas melhorias necessárias para ser capaz de acolher o evento. Localizado na área de Refshaleøen de Amager, em Copenhaga, este complexo industrial de idade tornou-se um "playground para a indústria de cultura e experiências".
Com os seus espaços interiores enormes, o escritório de turismo da cidade, o Wonderful Copenhagen afirmou que o local pode ser especificamente concebido para atender às necessidades da DR e da UER, responsáveis pela organização do festival.
Estes foram os locais candidatos para sediar o Espetáculo:
Em 17 de junho de 2013 foi divulgada a desistência de Aalborg, porque segundo as autoridades municipais, não tinha capacidade para sediar o evento.
Em 20 de junho de 2013, foi divulgado que a cidade de Frederícia desistiu do evento devido a sua péssima infraestrutura.
Em 28 de junho de 2013, os diretores do Parken Stadium anunciaram que o estádio estava se retirando da candidatura. Os jogos de futebol do clube local, Copenhaga, e da seleção dinamarquesa não podiam ser desmarcados ou transferidos para outro recinto, pelo calendário da UEFA e da FIFA.
As três cidades candidatas oficiais e os possíveis locais foram:
| Cidade    | Sede             | Capacidade      | Informação |
| --------- | ---------------- | --------------- | --- |
| Copenhaga | DR Byen          | 10.000 - 15.000 | Sede da televisão dinamarquesa DR, onde uma grande tenda seria instalada tempo adjacente.                                 |
| Copenhaga | B&W Hallerne     | 11.000          | Estaleiro abandonado que agora serve como um salão para espetáculos e outros eventos culturais.                           |
| Herning   | Jyske Bank Boxen | 15.000          | Inaugurado em Outubro de 2010. Foi sede do Dansk Melodi Grand Prix em janeiro de 2013 e recebe anualmente vários eventos. |
| Horsens   | Fængslet         | 13.000          | Ex-prisão que agora serve como um lugar para concertos e outros eventos culturais.                                        |

Em 2 de Setembro de 2013 foi divulgado que a cidade de Copenhaga iria sediar o evento.

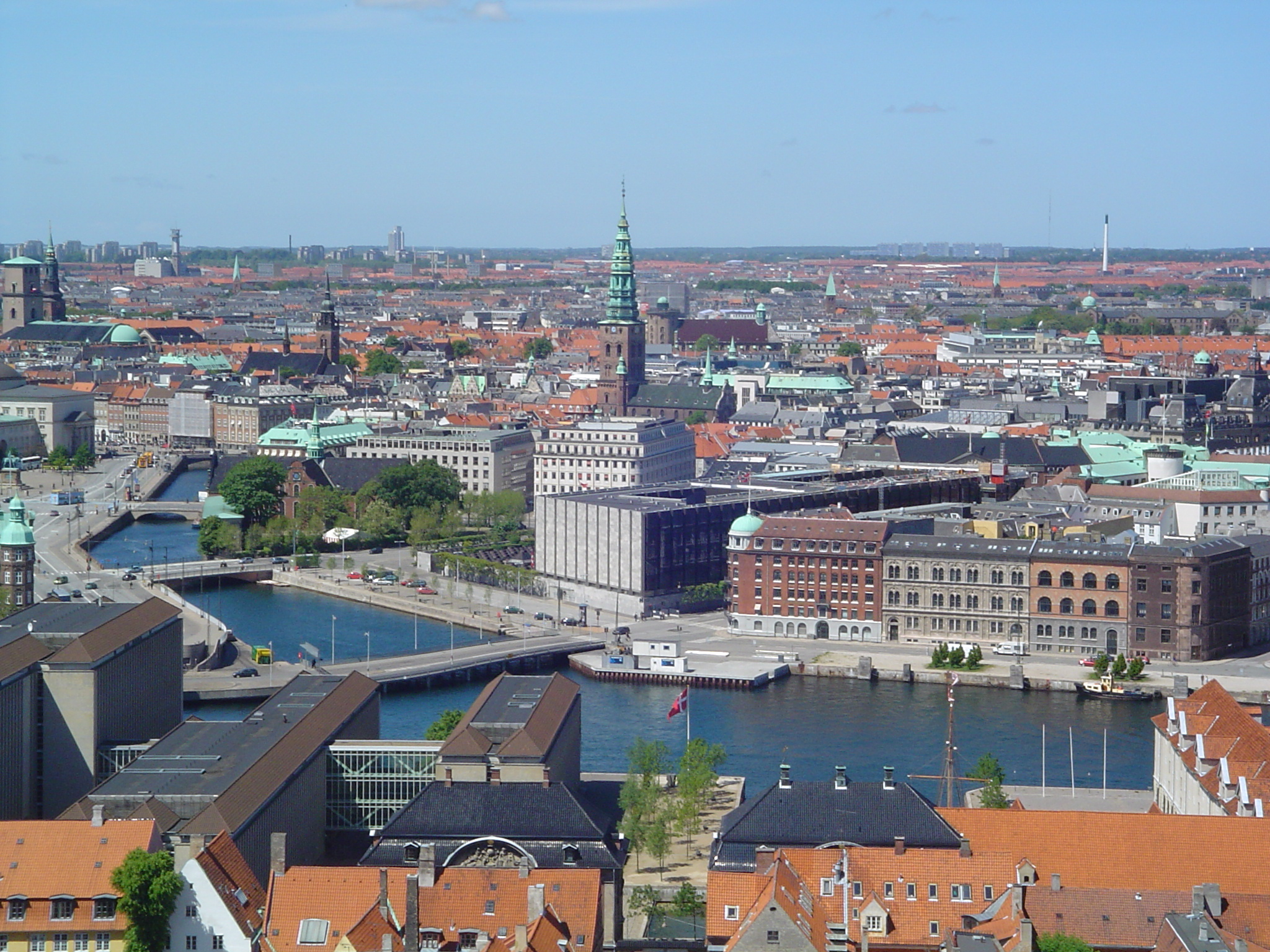
Vista aérea da cidade de Copenhague.

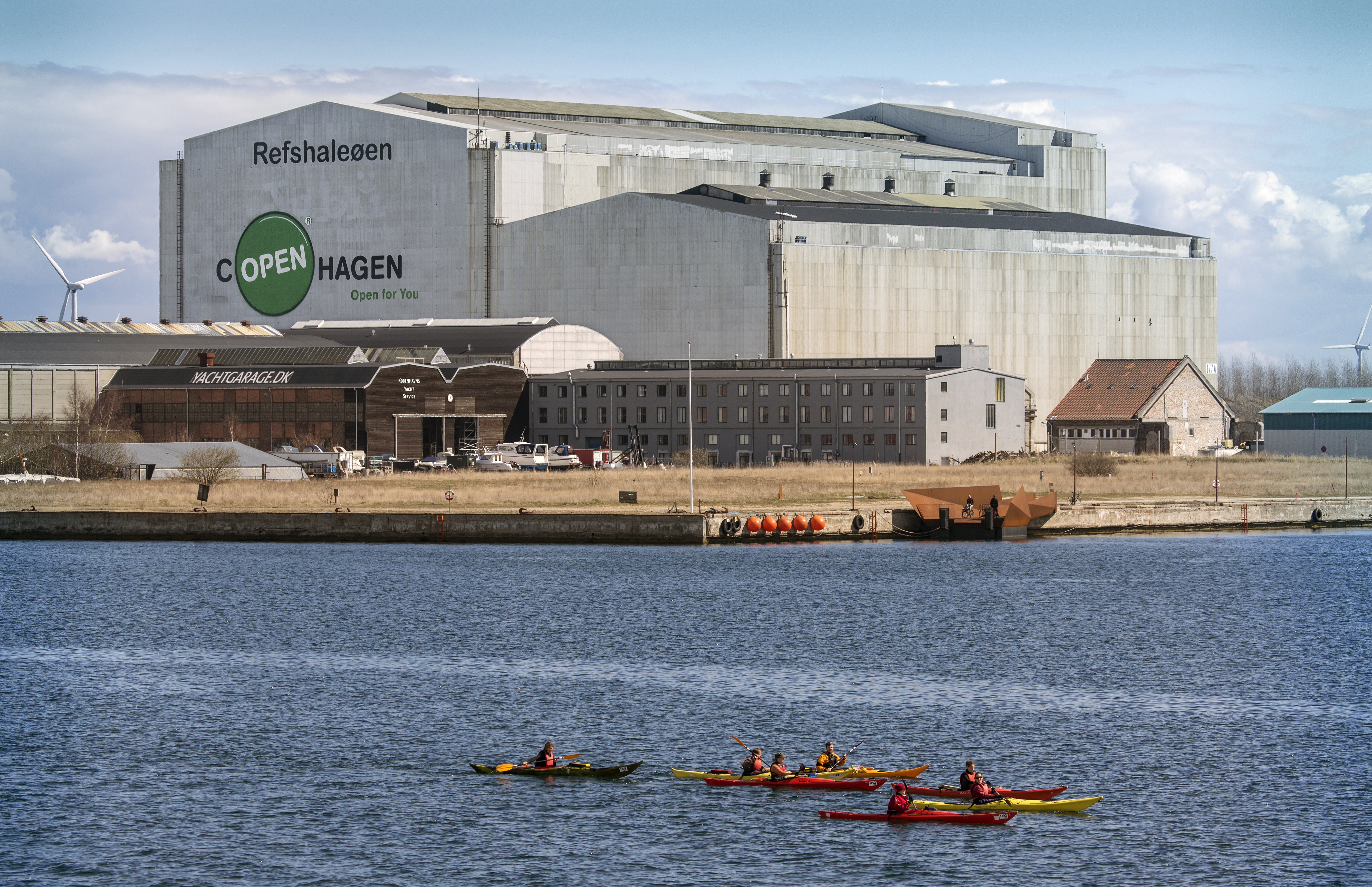
Arena do festival de 2014.

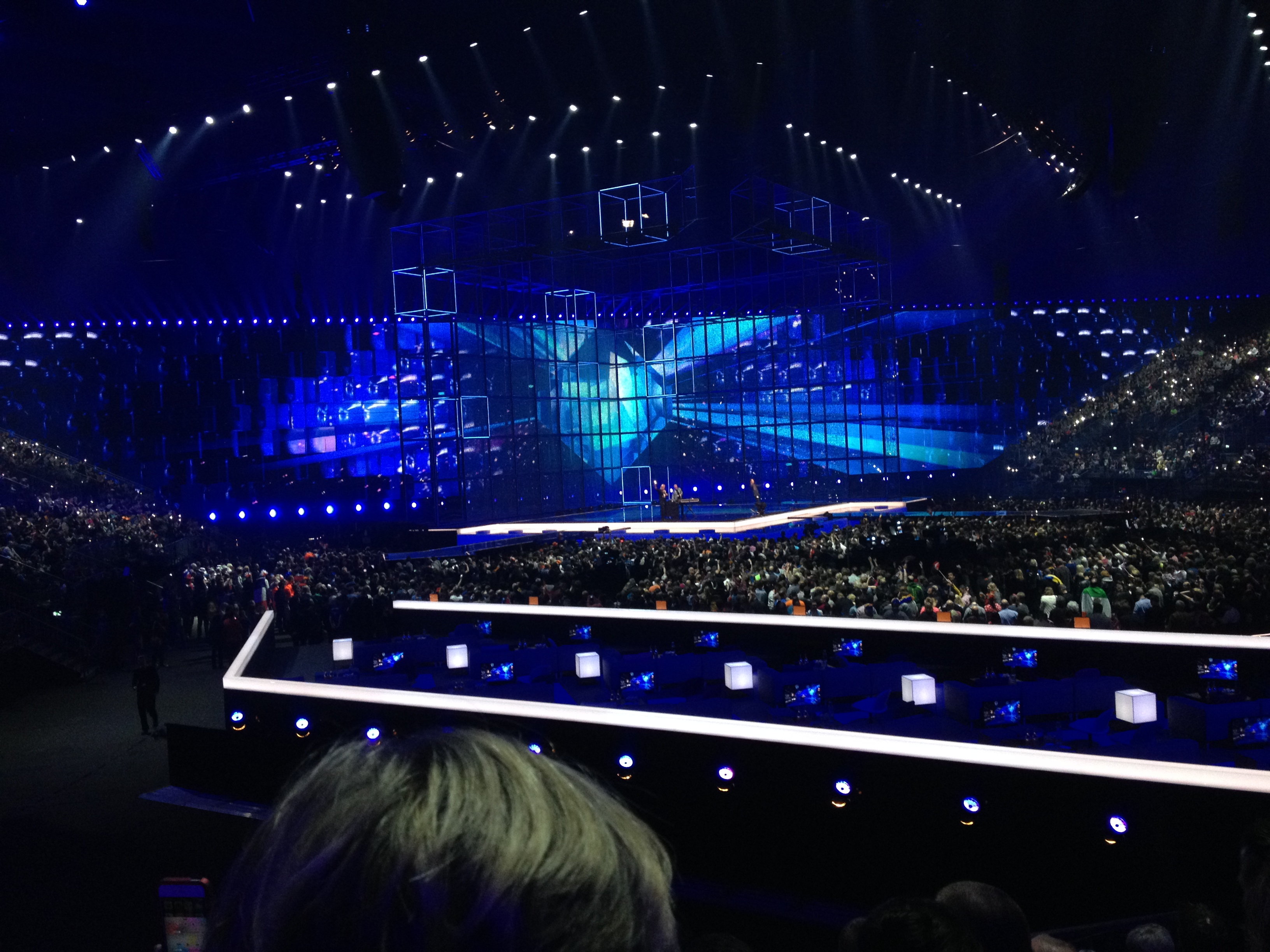
Palco de 2014

## Participantes
| País               | Emissora           | Artista                                     | Música                         | Idioma           | Compositor(es)                                                                     |
| ------------------ | ------------------ | ------------------------------------------- | ------------------------------ | ---------------- | ---------------------------------------------------------------------------------- |
| Albânia            | RTSH               | Hersi                                       | "One Night's Anger"            | Inglês           | Gentian Lako Jorgo Papingji                                                        |
| Alemanha           | NDR                | Elaiza                                      | "Is It Right"                  | Inglês           | Adam Kesselhaut Frank Kretschmer Elżbieta Steinmetz                                |
| Arménia            | AMPTV              | Aram Mp3                                    | "Not Alone"                    | Inglês           | Aram Mp3 Garik Papoyan                                                             |
| Áustria            | ORF                | Conchita Wurst                              | "Rise Like a Phoenix"          | Inglês           | Julian Maas Charly Mason Joey Patulka Ali Zuckowski                                |
| Azerbaijão         | İTV                | Dilara Kazimova                             | "Start a Fire"                 | Inglês           | Alessandra Günthardt Johan Kronlund Stefan Örn                                     |
| Bélgica            | VRT                | Axel Hirsoux                                | "Mother"                       | Inglês           | Rafael Artesero Ashley Hicklin                                                     |
| Bielorrússia       | BTRC               | Teo                                         | "Cheesecake"                   | Inglês           | Dmitry Novik Yury Vashchuk                                                         |
| Dinamarca          | DR                 | Basim                                       | "Cliche Love Song"             | Inglês           | Daniel Fält Lasse Lindorff Basim Moujahid Kim Novak-Zorde                          |
| Eslovénia          | RTVSLO             | Tinkara Kovač                               | "Round and Round"              | Inglês, Esloveno | Tinkara Kovač Hannah Mancini Tina Piš Raay                                         |
| Espanha            | RTVE               | Ruth Lorenzo                                | "Dancing in the Rain"          | Inglês, Espanhol | Julian Emery James Lawrence Irvin Ruth Lorenzo                                     |
| Estónia            | ERR                | Tanja                                       | "Amazing"                      | Inglês           | Tanja Timo Vendt                                                                   |
| Finlândia          | Yle                | Softengine                                  | "Something Better"             | Inglês           | Topi Latukka Henri Oskár                                                           |
| França             | France Télévisions | Twin Twin                                   | "Moustache"                    | Francês          | François Ardouvin Lorent Ardouvin Pierre Beyres Kim N'Guyen                        |
| Geórgia            | GPB                | The Shin and Mariko                         | "Three Minutes to Earth"       | Inglês           | Eugen Eliu Zaza Miminoshvili                                                       |
| Grécia             | NERIT              | Freaky Fortune Predefinição:Feat. RiskyKidd | "Rise Up"                      | Inglês           | Freaky Fortune RiskyKidd                                                           |
| Hungria            | MTVA               | András Kállay-Saunders                      | "Running"                      | Inglês           | András Kállay-Saunders Krisztián Szakos                                            |
| Irlanda            | RTÉ                | Can-linn feat. Kasey Smith                  | "Heartbeat"                    | Inglês           | Jonas Gladnikoff Patrizia Helander Hazel Kaneswaran Rasmus Palmgren                |
| Islândia           | RÚV                | Pollapönk                                   | "No Prejudice"                 | Inglês           | John Grant Haraldur Freyr Gíslason Heiðar Örn Kristjánsson                         |
| Israel             | IBA                | Mei Finegold                                | "Same Heart"                   | Inglês, Hebraico | Rami Talmid                                                                        |
| Itália             | RAI                | Emma                                        | "La mia città"                 | Italiano         | Emma Marrone                                                                       |
| Letónia            | LTV                | Aarzemnieki                                 | "Cake to Bake"                 | Inglês           | Guntis Veilands                                                                    |
| Lituânia           | LRT                | Vilija                                      | "Attention"                    | Inglês           | Vilija Matačiūnaitė Viktoras Vaupšas                                               |
| Macedónia do Norte | MRT                | Tijana                                      | "To the Sky"                   | Inglês           | Lazar Cvetkoski Darko Dimitrov Elena Risteska Ivanovska                            |
| Malta              | PBS                | Firelight                                   | "Coming Home"                  | Inglês           | Richard Edwards Micallef                                                           |
| Moldávia           | TRM                | Cristina Scarlat                            | "Wild Soul"                    | Inglês           | Ivan Akulov Lidia Scarlat                                                          |
| Montenegro         | RTCG               | Sergej Ćetković                             | "Moj svijet" (Мој свијет)      | Montenegrino     | Sergej Ćetković Emina Sandal                                                       |
| Noruega            | NRK                | Carl Espen                                  | "Silent Storm"                 | Inglês           | Josefin Winther                                                                    |
| Países Baixos      | TROS               | The Common Linnets                          | "Calm After the Storm"         | Inglês           | Matthew Crosby Rob Crosby Ilse DeLange Jake Etheridge JB Meijers                   |
| Polónia            | TVP                | Donatan and Cleo                            | "My Słowianie – We Are Slavic" | Polonês, Inglês  | Cleo Donatan                                                                       |
| Portugal           | RTP                | Suzy                                        | "Quero ser tua"                | Português        | Emanuel                                                                            |
| Reino Unido        | BBC                | Molly                                       | "Children of the Universe"     | Inglês           | Anders Hansson Molly Smitten-Downes                                                |
| Roménia            | TVR                | Paula Seling and Ovi                        | "Miracle"                      | Inglês           | Frida Amundsen Beyond51 Philip Halloun Ovi                                         |
| Rússia             | RTR                | Tolmachevy Sisters                          | "Shine"                        | Inglês           | John Ballard Gerard James Borg Ralph Charlie Philipp Kirkorov Dimitris Kontopoulos |
| San Marino         | SMRTV              | Valentina Monetta                           | "Maybe"                        | Inglês           | Mauro Balestri Ralph Siegel                                                        |
| Suécia             | SVT                | Sanna Nielsen                               | "Undo"                         | Inglês           | Fredrik Kempe David Kreuger Hamed "K-One" Pirouzpanah                              |
| Suíça              | SRG SSR            | Sebalter                                    | "Hunter of Stars"              | Inglês           | Sebastiano Paù-Lessi                                                               |
| Ucrânia            | NTU                | Mariya Yaremchuk                            | "Tick-Tock"                    | Inglês           | Sandra Bjurman Mariya Yaremchuk                                                    |

### Volta de artistas
Valentina Monetta, que já havia representado San Marino em 2012 e 2013, retornou para a competição pela terceira vez seguida. Isso faz de Monetta a quarta cantora principal a competir em três edições consecutivas do festival (e a única entre eles a nunca vencer em uma das ocasiões), seguindo Lys Assia (que representou a Suíça em 1956, 1957 e 1958), Corry Broken (que representou os Países Baixos em 1956, 1957 e 1958) e Udo Jürgens (que representou a Áustria em 1964, 1965 e 1966). Monetta voltaria à competição mais uma vez, em 2017. Paula Seling e Ovi já haviam representado a Roménia na edição de 2010. As Irmãs Tolmachevy (Tolmachevy Sisters), já haviam representado e ganhado pela Rússia no Eurovisão Júnior em 2006.
Além disso, Tamara Todevska, que estava fazendo vocais de apoio para a Macedônia, já havia representado o país em 2008. Ela representaria a Macedônia do Norte anos depois, na edição de 2019. Martina Majerle, que estava fazendo vocais de apoio para Montenegro, já havia representado a Eslovênia em 2009 e feito vocais de apoio para a Croácia em 2003, Montenegro em 2008 e Eslovênia em 2007, 2011 e 2012.

## Sistema de votação

### Votação nas semi-finais
Os telespectadores e os júris profissionais de cada país irão determinar, numa proporção de 50%/50% o resultado das duas semi-finais do concurso. Em cada semi-final, dez países qualificar-se-ão para a final.
Os espectadores de cada país participante em cada semi-final poderão votar via telefone, SMS e aplicação oficial do evento (disponível em várias plataformas móveis). A votação será aberta após todos os países terem apresentado a sua performance, sendo que só se pode votar até vinte vezes pelo mesmo dispositivo e não se pode votar dentro do próprio país. A votação será encerrada 15 minutos após a abertura. O tele-voto determinará 50% do resultado, sendo que os júris profissionais determinarão os restantes 50%. O júri está impedido pelos regulamentos de votar no seu próprio país; este júri nacional é composto por cinco membros (incluindo um presidente) e é o mesmo júri que vai votar na Final.
O resultado final é a junção de tele-voto mais júri, e, em caso de empate entre músicas prevalecerá o tele-voto.
Os espectadores da Itália, Dinamarca, Reino Unido, Espanha, Alemanha e França também votam nas semifinais, sendo 3 dos finalistas em cada semi-final (o sorteio determinou que a Espanha, França e Dinamarca votarão na primeira, ao passo que a Alemanha, Itália e Reino Unido na segunda). Os dez países qualificados serão anunciados no final de cada semi-final, por ordem aleatória, não reflectindo o resultado do quadro de pontuação.

### Votação na final
Para todos os países finalistas o resultado final da votação será classificado pelo tele-voto e júri. Os telespectadores poderão votar através das mesmas formas como nas semi-finais (aplicativo oficial, telefone e SMS). A votação será aberta após a última canção ser apresentada e terminará quinze minutos depois. Estes votos determinarão metade do resultado e a outra metade restante pelos júris nacionais. O júri será o mesmo que votou numa das semi-finais; este irá assistir ao vivo e classificar todas as músicas com base no segundo ensaio final (Dress Rehearsal).
A votação final nacional é obtido fundindo as duas classificações, e vai atribuir 12 pontos ao país com a melhor combinação do júri e do tele-voto, precedido de 10 pontos para o país com a segunda melhor classificação combinada, e assim sucessivamente até ao país que ficar em 10 º no ranking combinado que receberá 1 ponto. Tradicionalmente apenas 1-12 pontos serão dadas, os países classificados fora do top-10 não receberá pontos. Além disso os telespectadores e júris não poderão votar no país que representam.
Tal como nas semi-finais, se houver um empate entre dois ou mais músicas no ranking combinado entre tele-voto e júri, a canção que obter uma melhor classificação do tele-voto irá prevalecer sobre o outro.
Com base na classificação total combinada de todas as músicas cada país irá distribuir 1 a 8, 10 e 12 pontos, e estes serão apresentados em directo durante a final por porta-vozes de todos os países participantes . Como de costume os pontos de um a sete aparecerão no ecrã e o porta-voz revelará oito, dez e doze pontos.
O ranking da divisão combinada dos votos dos telespectadores e do júri serão publicado pela autoridade executiva da EBU do Festival Eurovisão da Canção no site oficial do evento dentro de quatro semanas após a final. Para proteger a justiça da votação, a EBU não mostrará o ranking de divisão de tele-voto e júri por país. A publicação desses números, apenas irá destacar explicitamente o número mínimo de tele-votos necessários para tornar um resultado estatisticamente válido, para que não leve a uma influência desproporcional indesejada nos telespectadores nesses países nos próximos anos de concurso.

### Votação do júri
A votação do júri é monitorizada por um notório independente em cada país, alem deste observador da votação a EBU tem o direito de enviar um observador independente adicional para a sessão do júri. Os júris nacionais são compostos por uma variedade de membros em termos de idade, sexo e de ocupação. Todos os membros do júri devem ser cidadãos do país que estão a representar, e nenhum membro do júri deve estar ligado a qualquer um dos participantes,tanto musical quanto artisticamente, de tal maneira que não podem votar independentemente. As emissoras participantes devem enviar uma carta de cumprimento das instruções de voto, juntamente com declarações assinadas por cada membro do júri afirmando que irão votar de forma independente.
Os nomes dos membros dos júris devem ser revelados pelas emissoras participantes durante a Final, sendo que cada membro de cada júri nacional deve classificar todas as músicas do evento. O ranking combinado dos membros do júri de cada país determina o resultado do júri do referido país. Ao classificar cada música cada membro do júri terá que ter em conta a capacidade vocal do(s) artista(s), o desempenho em palco, a composição e originalidade da música, e a impressão geral da performance.
Sobre o sistema de televotos: A empresa com sede na Alemanha GmbH tem sido parceira da votação a mais de anos,notavelmente desde 2004. A empresa reúne todos os votos dos telespectadores e votos do júri de todos os países e vai sendo acompanhado de perto por dois observadores independentes. Os seus sistemas são construídos para lidar com todos os votos recebidos de acordo com as regras do Festival, e pode detectar e excluir qualquer irregularidade sistemática.

## Países classificados para a final
Tal como em anos anteriores, para a final, seis países foram automaticamente confirmados na final, sendo eles:
- Dinamarca - Vencedor do Festival Eurovisão da Canção 2013 - Organizador do Festival
- Reino Unido - Pertence ao Big 5, por isso tem classificação direta para a final.
- Espanha - Pertence ao Big 5, por isso tem classificação direta para a final.
- França - Pertence ao Big 5, por isso tem classificação direta para a final.
- Alemanha - Pertence ao Big 5, por isso tem classificação direta para a final.
- Itália -  Pertence ao Big 5, por isso tem classificação direta para a final.
- 10 primeiros classificados da 1º semifinal
- 10 primeiros classificados da 2º semifinal

## Slogan
O slogan do evento em 2014 foi  Join Us.
- A imagem gráfica que vai representar o logótipo oficial em Copenhaga é representado por uma forma de um diamante.[24]

## Apresentadores
Depois de  Petra Mede ter conduzido sozinha e com maestria a apresentação do Festival Eurovisão da Canção 2013, a emissora dinamarquesa anunciou no dia 4 de Fevereiro de 2014 os três apresentadores da edição de 2014: Nikolaj Koppel, Lise Rønne e Pilou Asbæk foram os escolhidos.Será a primeira vez que o trio irá apresentar o certame,será composto por dois homens e uma mulher. O anúncio foi feito no Odd Fellow Mansion, no centro da capital dinamarquesa, pela produtora executiva do certame, Pernille Gaardbo. "Estou muito feliz em anunciar a nossa decisão. O ESC é o maior concurso de música do mundo, o que coloca exigências excepcionais sobre os apresentadores, sendo que estes precisam manter a calma e colocar o profissionalismo no mais alto nível... Estamos confiantes que Nikolaj, Pilou e Lise irão preencher totalmente estes requisitos e que os europeus vão sentir a energia positiva que eles transmitem." afirmou a produtora após o anúncio dos nomes.
Nikolaj Koppel e Lise Rønne, que já são apresentadores da DR, trazem uma enorme experiência na apresentação de programas em horário nobre, mas ambos concordam que o ESC "joga num campeonato próprio". "Não posso comparar o trabalho de ser anfitrião do ESC com mais nenhum trabalho" afirmou Nikolaj Koppel, "É um trabalho de outra dimensão, pois o ESC joga num campeonato único. Mas garanto que vou fazer o meu melhor para que todos possam sentir bem vindos na disputa!". Lise Rønne, por outro lado, falou sobre a felicidade e o medo de ter sido escolhida como apresentadora: "Este é o meu trabalho dos sonhos! Eu estou tão animada, e um pouco assustada, com o trabalho que será feito, que mal posso esperar para começar a trabalhar. Estou ansiosa para receber todos na festa!". Por outro lado, Pilou Asbæk irá desempenhar as funções de apresentador pela primeira vez. Apesar de ser bastante conhecido do público dinamarquês pela sua carreira de ator, Pilou afirmou que nem pensou duas vezes aquando do convite: "Quando me fizeram a proposta, não tive qualquer sombra de dúvidas sobre aceitar. Estou nervoso, é um fato, mas vou fazer de tudo para me tornar um grande apresentador do  ESC. Estou certo que vai ser uma experiência fantástica e uma edição que ficará na história do concurso."

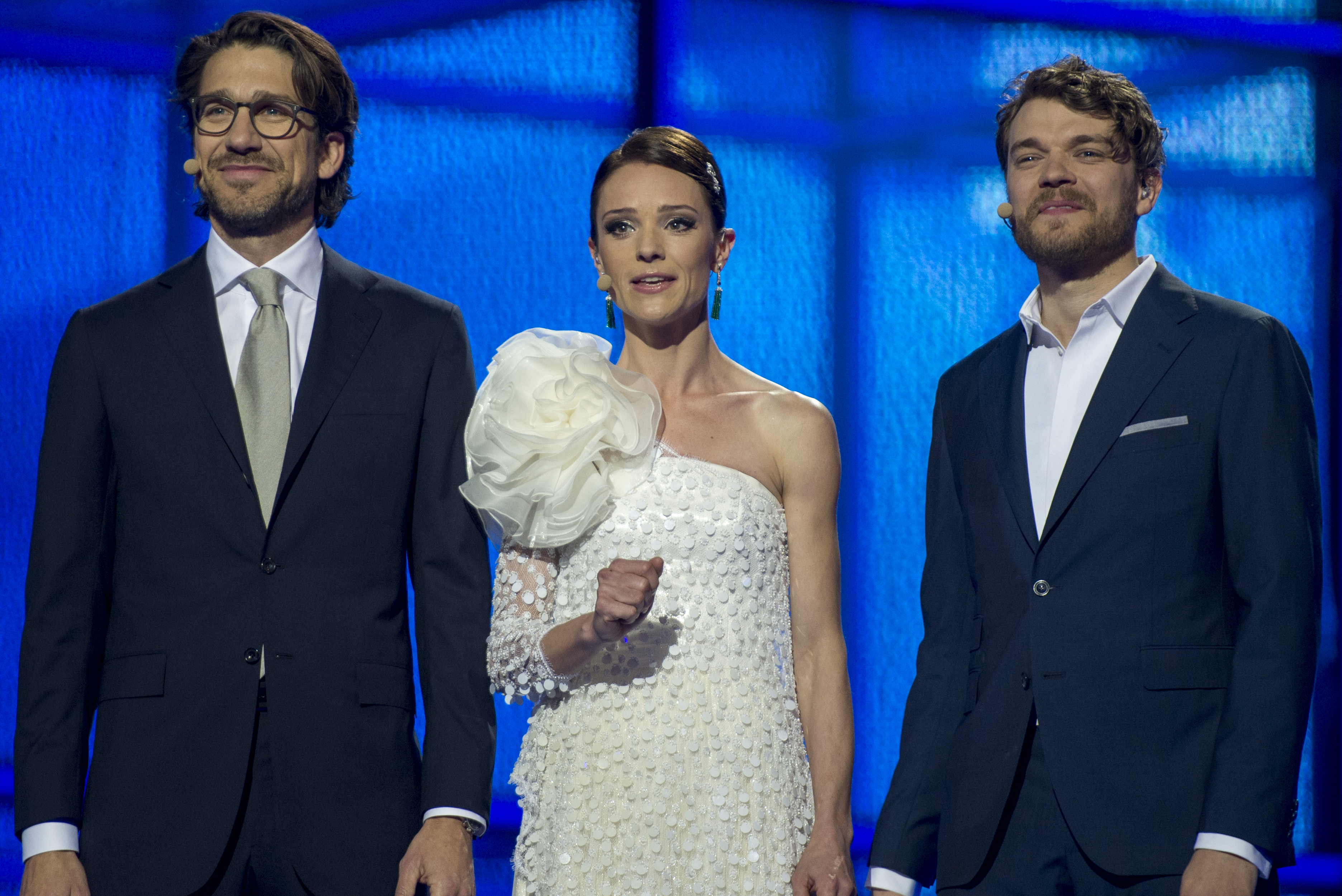
Nikolaj Koppel, Lise Rønne e Johan Philip Asbæk ,os apresentadores apresentado o Festival Eurovisão da Canção 2014 na primeira semi-final.

### Nikolaj Koppel
Koppel é um pianista treinado da Academia Real Dinamarquesa de Música e já se apresentou em todo o mundo. De 2000, Koppel trabalhou como jornalista, e 2005-2010, ele foi o Diretor Musical para os famosos Jardins Tivoli de Copenhaga.
Desde 2011, ele tem sido o Editor de Comissionamento para a estação de rádio do DR P2 clássica e editor da Rádio P1. Koppel foi o anfitrião do dinamarquês TV Aftenshowet ( The Evening Mostrar ) e tem uma vasta experiência como uma série de programas de TV.

### Johan Philip (Pilou) Asbæk
Asbæk é um ator dinamarquês, formado pela Escola Nacional Dinamarquês de Artes Cênicas (2008). Asbæk já ganhou inúmeros prêmios em sua curta carreira. Ele ganhou o Prêmio Shooting Stars no Festival de Cinema de Berlim (2011), e ambos Prêmio dos Críticos de Cinema Dinamarquês, Bodil, e Prêmio do Danish Film Academy, Robert - tanto para Melhor Artista Masculino de chumbo no filme "R" (2010) .
Asbæk recebeu elogios da crítica por seu trabalho em filmes como Para Verdner ( Worlds Apart , de 2010), Kapringen ( um sequestro , 2012), Spies & Glistrup ( Sex, Drugs & Tributação , 2013) e não menos importante o seu papel de liderança como spin doctor Kasper Juul na própria série drama político do DR Borgen (2010, 2011, 2013). Borgen cativou os telespectadores de todo o mundo, e Asbæk ganhou televisão de concessão de TV Festival de Copenhaga por seu papel de liderança.
Asbæk tem sua estréia como um apresentador de TV no Festival da Canção 2014 Eurovision.

### Lise Rønne
Lise Rønne é bacharel em estudos de mídia e um diploma em jornalismo. Rønne começou sua carreira na TV MTV em Londres como assistente de Produtor.
Desde 2002, ela tem sido a DR. Rønne tem experiência de vários papéis de hospedagem. Ela já recebeu a seleção nacional dinamarquesa para o Festival Eurovisão da Canção por duas vezes (2011 e 2013), e foi por quatro anos série de X-Factor , na Dinamarca (2008, 2009, 2011, 2012). De 2011-2013, ela ocupou o cargo de editor no DR Media.

## Participações confirmadas
| País               | Título original da Canção  | Artista                      | Processo                                   | Data da Selecção                                                           |
| País               | Tradução em Português      | Idiomas de Interpretação     | Processo                                   | Data da Selecção                                                           |
| ------------------ | -------------------------- | ---------------------------- | ------------------------------------------ | -------------------------------------------------------------------------- |
| Alemanha           | "Is it Right"              | Elaiza                       | Unser Song für Dänemark                    | 13 de Março de 2014                                                        |
| Alemanha           | É certo                    | Inglês                       | Unser Song für Dänemark                    | 13 de Março de 2014                                                        |
| Albânia            | "One night’s anger"        | Hersi                        | Festivali i Këngës 52º                     | 28 de Dezembro de 2013                                                     |
| Albânia            | A raiva duma noite         | Inglês                       | Festivali i Këngës 52º                     | 28 de Dezembro de 2013                                                     |
| Arménia            | "Not Alone"                | Aram Mp3                     | Seleção Interna                            | Artista : 31 de Dezembro de 2013 Música: 14 de Março de 2014               |
| Arménia            | Não estás sozinho          | Inglês                       | Seleção Interna                            | Artista : 31 de Dezembro de 2013 Música: 14 de Março de 2014               |
| Áustria            | "Rise Like a Phoenix”      | Conchita Wurst               | Seleção Interna                            | Artista: 4 de Outubro de 2013 Música: 18 de Março de 2014                  |
| Áustria            | Erguer como uma Fênix      | Inglês                       | Seleção Interna                            | Artista: 4 de Outubro de 2013 Música: 18 de Março de 2014                  |
| Azerbaijão         | "Start A Fire"             | Dilara Kazimova              | Boyuk Sehne                                | Anúncio do Artista: 2 de Março de 2014 Anúncio da Canção: 16 de Março 2014 |
| Azerbaijão         | Começando um incêndio      | Inglês                       | Boyuk Sehne                                | Anúncio do Artista: 2 de Março de 2014 Anúncio da Canção: 16 de Março 2014 |
| Bélgica            | "Mother"                   | Axel Hirsoux                 | Eurosong 2014                              | 16 de Março de 2014                                                        |
| Bélgica            | Mãe                        | Inglês                       | Eurosong 2014                              | 16 de Março de 2014                                                        |
| Bielorrússia       | "Cheesecake"               | TEO                          | Eurofest 2014                              | 10 de janeiro de 2014                                                      |
| Bielorrússia       | Cheesecake                 | Inglês                       | Eurofest 2014                              | 10 de janeiro de 2014                                                      |
| Dinamarca          | "Cliché Love Song"         | Basim                        | Dansk Melodi Grand Prix 2014               | 8 de Março de 2014                                                         |
| Dinamarca          | Canção de amor clichê      | Inglês                       | Dansk Melodi Grand Prix 2014               | 8 de Março de 2014                                                         |
| Eslovénia          | "Spet"                     | Tinkara Kovač                | EMA 2014                                   | 8 de Março de 2014                                                         |
| Eslovénia          | Novamente                  | Inglês , Esloveno            | EMA 2014                                   | 8 de Março de 2014                                                         |
| Espanha            | "Dancing In The Rain"      | Ruth Lorenzo                 | Mira quién va Eurovisión                   | 22 de Fevereiro de 2014                                                    |
| Espanha            | Dançando na chuva          | Inglês e Espanhol            | Mira quién va Eurovisión                   | 22 de Fevereiro de 2014                                                    |
| Estónia            | "Amazing"                  | Tanja                        | Eesti Laul 2014                            | 1 de Março de 2014                                                         |
| Estónia            | Fantástico                 | Inglês                       | Eesti Laul 2014                            | 1 de Março de 2014                                                         |
| Finlândia          | "Something better"         | Softengine                   | Uuden Musiikin Kilpailu 2014               | 1 de Fevereiro de 2014                                                     |
| Finlândia          | Algo Melhor                | Inglês                       | Uuden Musiikin Kilpailu 2014               | 1 de Fevereiro de 2014                                                     |
| França             | "Moustache"                | Twin Twin                    | Final Nacional                             | 2 de Março de 2014                                                         |
| França             | Bigode                     | Francês                      | Final Nacional                             | 2 de Março de 2014                                                         |
| Geórgia            | "Three Minutes to Earth"   | The Shin & Mariko Ebralidze  | Seleção Interna                            | Artista: 4 de Fevereiro de 2014 Música : 24 de Fevereiro de 2014           |
| Geórgia            | Três Minutos para a Terra  | Inglês                       | Seleção Interna                            | Artista: 4 de Fevereiro de 2014 Música : 24 de Fevereiro de 2014           |
| Grécia             | "Rise Up"                  | Freaky Fortune ft. RiskyKidd | Eurosong 2014 - a MAD show                 | 11 de Março de 2014                                                        |
| Grécia             | Cresça                     | Inglês                       | Eurosong 2014 - a MAD show                 | 11 de Março de 2014                                                        |
| Países Baixos      | "Calm Afther The Storm"    | The Common Linnets           | Eleição Interna                            | Artista: 25 de Novembro de 2013 Música: 4 de Março de 2014                 |
| Países Baixos      | Após a Tempestade a Calma  | Inglês                       | Eleição Interna                            | Artista: 25 de Novembro de 2013 Música: 4 de Março de 2014                 |
| Hungria            | "Running"                  | András Kállay-Saunders       | A Dal 2014                                 | 22 de Fevereiro de 2014                                                    |
| Hungria            | Correndo                   | Inglês                       | A Dal 2014                                 | 22 de Fevereiro de 2014                                                    |
| Irlanda            | "Heartbeat"                | Can-Linn feat. Kasey Smith   | The Late Late Show Eurosong                | 28 de Fevereiro de 2014                                                    |
| Irlanda            | Batida do coração          | Inglês                       | The Late Late Show Eurosong                | 28 de Fevereiro de 2014                                                    |
| Islândia           | "Enga fordóma"             | Pollapönk                    | Söngvakeppni Sjónvarpsins 2014             | 15 de Fevereiro de 2014                                                    |
| Islândia           | Sem preconceitos           | Islandês e Inglês            | Söngvakeppni Sjónvarpsins 2014             | 15 de Fevereiro de 2014                                                    |
| Israel             | "Same Heart"               | Mei Finegold                 | Artista: Seleção Interna Música: Kdam 2014 | Artista : 11 de Janeiro de 2014 Música: 5 de Março de 2014                 |
| Israel             | Mesmo Coração              | Inglês e Hebraico            | Artista: Seleção Interna Música: Kdam 2014 | Artista : 11 de Janeiro de 2014 Música: 5 de Março de 2014                 |
| Itália             | "La Mia Città"             | Emma Marrone                 | Seleção Interna                            | Artista : 21 de Janeiro de 2014 Música: 25 de Janeiro de 2014              |
| Itália             | A Minha Cidade             | Italiano                     | Seleção Interna                            | Artista : 21 de Janeiro de 2014 Música: 25 de Janeiro de 2014              |
| Letónia            | "Cake To Bake"             | Aarzemnieki                  | Dziesma 2014                               | 22 de Fevereiro de 2014                                                    |
| Letónia            | Bolo para assar            | Inglês                       | Dziesma 2014                               | 22 de Fevereiro de 2014                                                    |
| Lituânia           | "Attention"                | Vilita Mataciounate          | Eurovizijos                                | Artista: 1 de Março de 2014 Música: 23 de Fevereiro de 2014                |
| Lituânia           | Atenção                    | Inglês                       | Eurovizijos                                | Artista: 1 de Março de 2014 Música: 23 de Fevereiro de 2014                |
| Macedónia do Norte | "To The Sky"               | Tijana Dapcevic              | Eleição Interna                            | Artista: 28 de Agosto de 2013 Música: 22 de Fevereiro de 2014              |
| Macedónia do Norte | Para o Céu                 | Inglês                       | Eleição Interna                            | Artista: 28 de Agosto de 2013 Música: 22 de Fevereiro de 2014              |
| Malta              | "Coming home"              | Firelight                    | Malta Song For Europe                      | 8 de Fevereiro de 2014                                                     |
| Malta              | De volta a casa            | Inglês                       | Malta Song For Europe                      | 8 de Fevereiro de 2014                                                     |
| Moldávia           | "Wild Soul"                | Cristina Scarlat             | Melodi Pentru Europa                       | 15 de Março de 2014                                                        |
| Moldávia           | Alma Selvagem              | Inglês                       | Melodi Pentru Europa                       | 15 de Março de 2014                                                        |
| Montenegro         | "Moj svijet (Мој свијет)"  | Sergej Ćetković              | Eleição Interna                            | Artista: 19 de Novembro de 2013 Música: 9 de Março de 2014                 |
| Montenegro         | Meu Mundo                  | Montenegrino                 | Eleição Interna                            | Artista: 19 de Novembro de 2013 Música: 9 de Março de 2014                 |
| Noruega            | "Silent Storm"             | Carl Espen                   | Melodi Grand Prix 2014                     | 15 de Março de 2014                                                        |
| Noruega            | Tempestade Silenciosa      | Inglês                       | Melodi Grand Prix 2014                     | 15 de Março de 2014                                                        |
| Portugal           | "Quero ser tua"            | Suzy                         | Festival RTP da Canção 2014                | 15 de Março de 2014                                                        |
| Portugal           | -                          | Português                    | Festival RTP da Canção 2014                | 15 de Março de 2014                                                        |
| Polónia            | "My Słowianie"             | Donatan & Cleo               | Seleção Interna                            | 25 de Fevereiro de 2014                                                    |
| Polónia            | Nós, os eslavos            | Polaco e Inglês              | Seleção Interna                            | 25 de Fevereiro de 2014                                                    |
| Reino Unido        | "Children in the universe" | Molly Switten-Downes         | Seleção Interna                            | 3 de Março de 2014                                                         |
| Reino Unido        | Filhos do universo         | Inglês                       | Seleção Interna                            | 3 de Março de 2014                                                         |
| Roménia            | "Miracle"                  | Paula Seling & Ovi           | Selectiei Nationale                        | 1 de Março de 2014                                                         |
| Roménia            | Milagre                    | Inglês                       | Selectiei Nationale                        | 1 de Março de 2014                                                         |
| Rússia             | "Shine"                    | Gêmeas Tolmachevy            | Eleição Interna                            | 8 de Março de 2014                                                         |
| Rússia             | Brilho                     | Inglês                       | Eleição Interna                            | 8 de Março de 2014                                                         |
| San Marino         | "Maybe (Forse)"            | Valentina Monetta            | Escolha Interna                            | Artista: 19 de Junho de 2013 Música: 14 de Março de 2014                   |
| San Marino         | Talvez                     | Inglês                       | Escolha Interna                            | Artista: 19 de Junho de 2013 Música: 14 de Março de 2014                   |
| Suécia             | "Undo"                     | Sanna Nielsen                | Melodifestivalen 2014                      | 8 de Março de 2014                                                         |
| Suécia             | Desfaz                     | Inglês                       | Melodifestivalen 2014                      | 8 de Março de 2014                                                         |
| Suíça              | "Hunter Of Stars"          | Sebalter                     | Die Grosse Entscheidungsshow 2014          | 1 de Fevereiro de 2014                                                     |
| Suíça              | Caçador de Estrelas        | Inglês                       | Die Grosse Entscheidungsshow 2014          | 1 de Fevereiro de 2014                                                     |
| Ucrânia            | "Tick-Tock"                | Mariya Yaremchuk             | Final Nacional de 2014                     | 21 de Dezembro de 2013                                                     |
| Ucrânia            | Tic-Tac                    | Inglês                       | Final Nacional de 2014                     | 21 de Dezembro de 2013                                                     |

## Saídas
- Croácia - A televisão pública da Croácia anunciou que não irá participar no festival deste ano. A HRT foi obrigada a refazer seu orçamento, sentindo-se obrigada a eliminar a participação no ESC.De acordo com os responsáveis da estação, a paragem não é definitiva, ponderando poder voltar a participar numa próxima edição.[163]
- Chipre - A televisão do Chipre confirmou que não participará no festival deste ano, confirmando assim os rumores que circulavam nas redes sociais e na imprensa local. Numa curta declaração, a CyBC anunciou que o país não participará no ano de 2014, justificando alteração no seu orçamento anual.[164]
- Sérvia - A Sérvia também decidiu não participar do festival deste ano. A RTS decidiu por este ano de ausência com as dificuldades financeiras que atravessa e com a falta de patrocinadores que apoiem uma representação sérvia.[165]
- Bulgária - A Bulgária tinha decidido participar desta edição, mas no dia 22 de Novembro anunciou que não iria participar do festival deste ano. A BNT emitiu um comunicado de imprensa em que explica a sua desistência. Os búlgaros enfrentam vários problemas financeiros que não lhes permitem pagar a taxa para participarem no concurso. Segundo o comunicado de imprensa,é alegado que os custos de participação aumentaram 100% desde a estreia da Bulgária, em 2005.[166]

## Regressos
- Portugal - Embora passando por um período de restrições financeiras, a emissora irá retornar na próxima edição após uma ausência de 1 ano. A candidatura foi enviada a 7 de novembro à UER.[167] Em 2014,o país está comemorando 50 anos da sua primeira participação no festival.[168]
- Polónia - Após dois anos de ausência , a TVP,confirmou seu retorno.[5]

## Outros países
- Bósnia e Herzegovina - A Comissão de Coordenação da emissora estatal da Bósnia-Herzegovina reuniu-se dia 18 de Dezembro , e se muitos esperavam pelo anúncio do método de seleção dos representantes da emissora, as decisões tomadas surpreenderam tudo e todos: a emissora BHRT ficará de fora da próxima edição do certame. A reorganização financeira da emissora ainda não havia sido concluída até ao momento e, portanto e a comissão foi obrigada a retirar a sua inscrição por não poder planear uma despesa extra, como a participação no certame. Apesar disso, a Comissão prometeu fazer de tudo para transmissão das três noites ao vivo.[169]
- Liechtenstein – A emissora estatal do Principado do Liechtenstein, 1FLTV, anunciou que não marcará presença na edição do próximo ano do ESC, visto que ainda não conseguiu aderir à EBU. Peter Kölbel, diretor da emissora, disse que as restrições orçamentais impostas pelo governo do Liechtenstein fizeram com que a terceira tentativa de adesão à EBU fosse adiada para o primeiro trimestre de 2014, o que implica que o Principado continue ilegível para participar no certame.[170]
- Turquia - A Turquia continuará de fora do Festival Eurovisão por mais um ano, anunciou o diretor geral da estação pública TRT, Ibrahim Sahin. Como as exigências feitas pelos turcos de acabar com os Big 5 e o voto através de jurados não foram aceitas pela UER/EBU, este país não participará, pelo segundo ano consecutivo. "Como cinco países entram diretamente na final do concurso, não passando pelas semifinais, esta competição não é justa", alega, que também acrescenta: "Como o sistema de votação e os Big 5 não vão terminar, então nós não iremos participar".[171]
- Marrocos - A televisão pública de Marrocos decidiu que não irá participar neste ano. A decisão não terá surpreendido os responsáveis da UER/EBU, uma vez que este país apenas participou no concurso uma única vez, em 1980, não demonstrando a partir daí qualquer intenção em voltar.[172]
- Andorra - A edição de 2014 do Eurovision Song Contest marcará o 10ºaniversário da entrada de Andorra na competição, mas pela quinta vez consecutiva, o pequeno estado da Península Ibérica ficará de fora. A notícia foi divulgada na tarde do dia 6 de Setembro depois da emissora estatal RTVA anunciar que continuará fora da competição, alegando as mesmas razões dos últimos anos: a crise financeira e um restrito orçamento. Apesar de continuar a pertencer à EBU, a RTVA chegou a apresentar um pedido de retirada da organização, devido à grave crise financeira, que acabou por ser anulada depois de longas reuniões, apesar da emissora admitir que "dificilmente regressará à competição nos próximos anos".[173]
- Kosovo - A emissora kosovar (RTK) não manifestou qualquer intenção em relação ao concurso de 2014,o vice-ministro do Kosovo dos Negócios Estrangeiros Petrit Selimi disse ao programa de televisão sueco Korrespondenterna que ele pensou que a entrada de Kosovo na EBU/UER e a aceitação no Eurovision seriam realizadas a tempo para a edição de 2014. No entanto, o Kosovo ainda tem de ser reconhecido como um país independente pela ONU e pela União Internacional de Telecomunicações , que é um requisito para ser membro pleno da UER.[174]
- Eslováquia - A emissora estatal da Eslováquia, STV , anunciou dia 1 de Setembro que também não irá participar do festival deste ano. O anúncio foi feito através da conta oficial do twitter quando questionada pelo fã-clube local,sobre a sua próxima participação. "A Eslováquia não participará nao Eurovisão 2014" foi a resposta da emissora, algo que não surpreendeu os eurofãs, tendo em conta que a Eslováquia já se ausentou por diversas vezes do certame, justificando essas ausências por razões económicas e pelos fracos resultados alcançados.[175]
- Luxemburgo – Vinte anos depois de abandonar a competição, a emissora do Luxemburgo, RTL, anunciou que continuará fora da competição nos próximos anos. A falta de capital financeiro, de mão de obra e a falta de interesse do público para programas de entretenimento e de música são as razões apontadas pela emissora RTL para se manter fora da Eurovisão.[176]
- Chéquia - A CT, Ceska Televizie, a emissora nacional checo confirmou   que a  República Checa  não vai participar no próximo festival  , em Copenhaga na Dinamarca.[177]
- Mónaco - Sem justificar uma razão aparente, a TMC, anunciou dia 17 de Setembro que não fará parte da lista de participantes da próxima edição do certame que acontecerá em Copenhaga, no próximo mês de maio. A Telé Monte Carlo esteve fora da competição durante 24 anos entre 1980 e 2004, quando regressou ao certame mas apenas por três edições. Nessa altura, a emissora justificou a retirada por não concordar com o sistema de votação, visto que "o voto político fazem com que o Mónaco não tenha qualquer chance de classificação", mas nos últimos anos tem justificado a ausência devido à falta de apoio financeiro.[178]

## Artistas repetentes
| País (2013) | Foto                | Artista            | Ano(s) Anterior(es) | País Representado                               | Canção                    | Tradução                | Pontuação | Classificação |
| ----------- | ------------------- | ------------------ | ------------------- | ----------------------------------------------- | ------------------------- | ----------------------- | --------- | ------------- |
| San Marino  | Valentina Monetta.  | Valentina Monetta  | ESC 2012            | São Marino no Festival Eurovisão da Canção 2012 | "The Social Network Song" | A canção da Rede Social | 31        | 14º           |
| San Marino  | Valentina Monetta.  | Valentina Monetta  | ESC 2013            | São Marino no Festival Eurovisão da Canção 2013 | "Crisalide (Vola)"        | Crisálida (Voa)         | 47        | 11º           |
| Roménia     | Paula Seling & Ovi. | Paula Seling & Ovi | ESC 2010            | Roménia no Festival Eurovisão da Canção 2010    | "Playing With Fire"       | Brincando com o Fogo    | 162       | 3º            |

 San Marino - Valentina Monetta pela 3ºvez consecutiva vai representar o país em 2012 em Baku no Azerbaijão não conseguiu passar a final , em 2013 tentou mais uma vez em Malmõ na suécia e não conseguiu passar a final.
 Roménia  - Paula Seling & Ovi representarão mais uma vez o país , em 2010 participaram em Oslo na Noruega e conseguiram chegar ao 3ºLugar.
 Rússia - As Gêmeas Tolmachevy representaram o país no JESC 2006 e ganharam.

## Sorteio das semifinais
Dia vinte de janeiro decorreu o sorteio de atuação dos participantes , os Big 5 e o Anfitrião podem votar nas semifinais. desasseis países vão participar na 1ª semifinal e na 2ª semifinal conta com um total de 15 países , num total de trinta e um países que vão participar nas duas semifinais.
A distribuição dos países em Pote são as seguintes:.
| Dinamarca e BIG 5                                                | Pré-Qualificados            | Pote 1                                                          | Pote 2                                                | Pote 3                                                   | Pote 4                                                 | Pote 5                                     | Pote 6                                  |
| ---------------------------------------------------------------- | --------------------------- | --------------------------------------------------------------- | ----------------------------------------------------- | -------------------------------------------------------- | ------------------------------------------------------ | ------------------------------------------ | --------------------------------------- |
| - Dinamarca - França - Alemanha - Itália - Espanha - Reino Unido | - Suécia - Noruega - Israel | - Albânia - Macedónia do Norte - Montenegro - Eslovénia - Suíça | - Estónia - Finlândia - Islândia - Letónia - Lituânia | - Azerbaijão - Bielorrússia - Geórgia - Rússia - Ucrânia | - Arménia - Bélgica - Grécia - Irlanda - Países Baixos | - Áustria - Hungria - Polónia - San Marino | - Malta - Moldávia - Portugal - Roménia |

- Nota 1: Um pré-sorteio foi feito para determinar as semifinais de Noruega e Suécia, porque devido a proximidade geográfica dos dois em relação a Dinamarca,refletindo na demanda de ingressos de cada noite.O sorteio colocou a Suécia na 1ª semifinal e a Noruega na 2ª semifinal , Israel foi colocado diretamente na 2ª semifinal,porque não poderia participar na 1ª semifinal porque era o dia da sua independência.[183][184]

| 1.ª Semifinal 6 de Maio de 2014                                                 | 1.ª Semifinal 6 de Maio de 2014                                                             | 2.ª Semifinal 8 de Maio de 2014                                                        | 2.ª Semifinal 8 de Maio de 2014                                           |
| ------------------------------------------------------------------------------- | ------------------------------------------------------------------------------------------- | -------------------------------------------------------------------------------------- | ------------------------------------------------------------------------- |
| Suécia · Albânia · Islândia · Rússia · Letónia · Azerbaijão · Arménia · Estónia | Bélgica · Hungria · Moldávia · Montenegro · San Marino · Portugal · Ucrânia · Países Baixos | Noruega · Israel · Geórgia · Áustria · Lituânia · Polónia · Malta · Macedónia do Norte | Finlândia · Irlanda · Roménia · Eslovénia · Bielorrússia · Grécia · Suíça |
| Só Votação: · França · Espanha · Dinamarca                                      | Só Votação: · França · Espanha · Dinamarca                                                  | Só Votação: · Alemanha · Itália · Reino Unido                                          | Só Votação: · Alemanha · Itália · Reino Unido                             |

## Resultados

Países na primeira semi-final
Países na segunda semi-final
Países votantes na primeira semi-final
Países votantes na segunda semi-final

Dos 31 países que vão participar no festival deste ano, 16 países participarão na primeira semi-final a realizar-se no dia 6 de Maio (Terça Feira), e 15 países na segunda semi-final a realizar-se dia 8 de Maio (Quinta Feira). Em cada semi-final irão passar os 10 países que tiverem melhor pontuação. Na primeira semi-final votarão os países participantes mais 3 finalistas: Espanha, França e Dinamarca. Na segunda semi-final votarão também os países participantes, tal como na primeira semi-final, assim como a Alemanha, Itália e Reino Unido. Em cada espectáculo (semi-finais e grande final) nenhum país poderá obviamente votar em si próprio. A grande final decorrerá dia 10 de Maio (Sábado) contando com 26 países concorrentes, e apenas um país sairá vencedor, sendo este o que tiver melhor pontuação, ganhando o privilégio de realizar a próxima edição (anfitrião) e por conseguinte ganha o passaporte para a final do próximo ano.
O Local será na arena situado na capital da Dinamarca em Copenhaga.

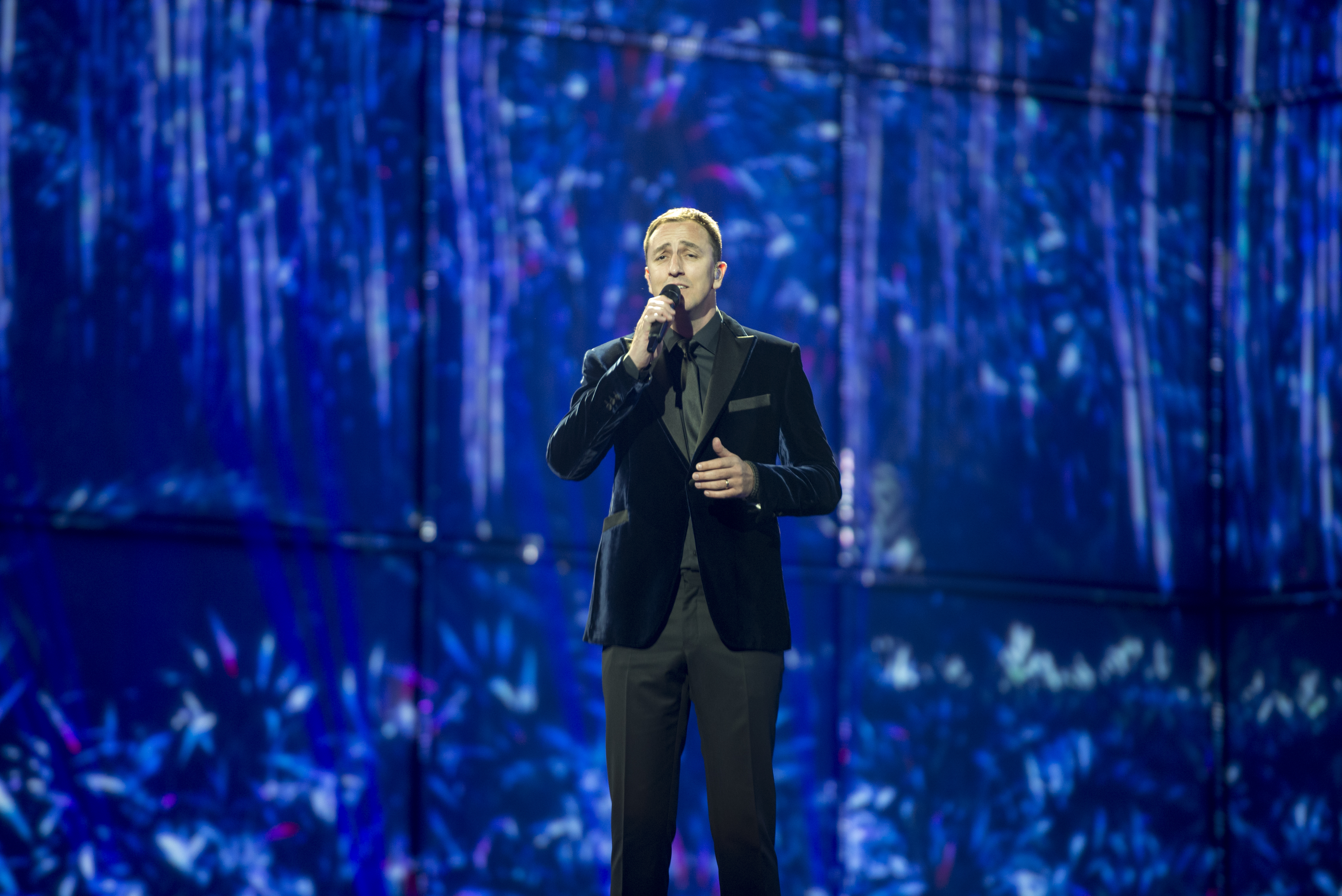
Sergej Ćetković, na primeira semi-final.

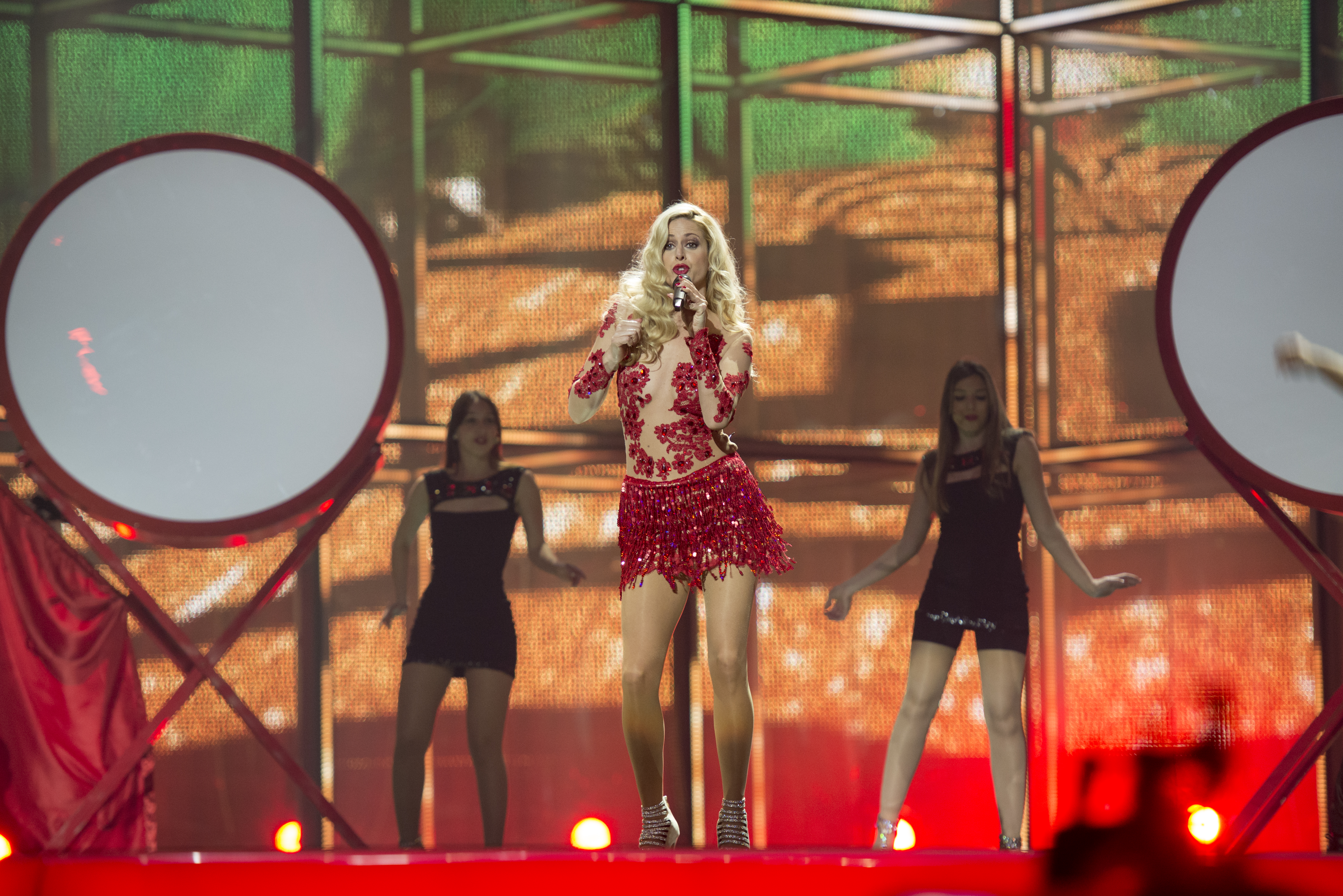
Suzy, na primeira semi-final.

### semi-final 1
A ordem foi revelada no dia 24 de Março de 2014.
| #   | País          | Idioma            | Artista                | Canção                    | Tradução para Português | Pontuação | Lugar |
| --- | ------------- | ----------------- | ---------------------- | ------------------------- | ----------------------- | --------- | ----- |
| 1º  | Arménia       | Inglês            | Aram Mp3               | "Not Alone"               | Não sozinho             | 121       | 4º    |
| 2º  | Letónia       | Inglês1           | Aarzemnieki            | "Cake To Bake"            | Bolo Para Cozinhar      | 33        | 13º   |
| 3º  | Estónia       | Inglês            | Tanja                  | "Amazing"                 | Incrível                | 36        | 12º   |
| 4º  | Suécia        | Inglês            | Sanna Nielsen          | "Undo"                    | Desfaz                  | 131       | 2º    |
| 5º  | Islândia      | Islandês e Inglês | Pollapönk              | "No Prejudice"            | Não Há Preconceitos     | 61        | 8º    |
| 6º  | Albânia       | Inglês            | Hersi                  | "One night’s anger"       | Uma Noite de Raiva      | 22        | 15º   |
| 7º  | Rússia        | Inglês            | Gêmeas Tolmachevy      | "Shine"                   | Brilho                  | 63        | 6º    |
| 8º  | Azerbaijão    | Inglês            | Dilara Kazimova        | "Start A Fire"            | Começar um incêndio     | 57        | 9º    |
| 9º  | Ucrânia       | Inglês            | Mariya Yaremchuk       | "Tick-Tock"               | Tic-Tac                 | 118       | 5º    |
| 10º | Bélgica       | Inglês            | Axel Hirsoux           | "Mother"                  | Mãe                     | 28        | 14º   |
| 11º | Moldávia      | Inglês            | Cristina Scarlat       | "Wild Soul"               | Alma Selvagem           | 13        | 16º   |
| 12º | San Marino    | Inglês            | Valentina Monetta      | "Maybe (Forse)"           | Talvez                  | 40        | 10º   |
| 13º | Portugal      | Português         | Suzy                   | "Quero ser tua"           | -                       | 39        | 11º   |
| 14º | Países Baixos | Inglês            | The Common Linnets     | "Calm Afther The Storm"   | Calma após a tempestade | 150       | 1º    |
| 15º | Montenegro    | Montenegrino      | Sergej Ćetković        | "Moj svijet" (Мој свијет) | Meu Mundo               | 63        | 7º    |
| 16º | Hungria       | Inglês            | András Kállay-Saunders | "Running"                 | Correndo                | 127       | 3º    |

1.↑  A canção é em Inglês, no entanto, há uma frase em letão.
| Semi-final 1 juri/televoto resultados | Semi-final 1 juri/televoto resultados | Semi-final 1 juri/televoto resultados | Semi-final 1 juri/televoto resultados | Semi-final 1 juri/televoto resultados |
| Lugar                                 | Televoto                              | Pontos                                | Juri                                  | Pontos                                |
| ------------------------------------- | ------------------------------------- | ------------------------------------- | ------------------------------------- | ------------------------------------- |
| 1                                     | Países Baixos                         | 147                                   | Países Baixos                         | 130                                   |
| 2                                     | Hungria                               | 125                                   | Suécia                                | 125                                   |
| 3                                     | Suécia                                | 122                                   | Hungria                               | 122                                   |
| 4                                     | Arménia                               | 121                                   | Arménia                               | 102                                   |
| 5                                     | Ucrânia                               | 119                                   | Azerbaijão                            | 94                                    |
| 6                                     | Rússia                                | 73                                    | Ucrânia                               | 88                                    |
| 7                                     | Portugal                              | 72                                    | Montenegro                            | 74                                    |
| 8                                     | San Marino                            | 58                                    | Islândia                              | 68                                    |
| 9                                     | Islândia                              | 50                                    | Albânia                               | 64                                    |
| 10                                    | Montenegro                            | 43                                    | Estónia                               | 61                                    |
| 11                                    | Bélgica                               | 41                                    | Rússia                                | 57                                    |
| 12                                    | Azerbaijão                            | 41                                    | Letónia                               | 27                                    |
| 13                                    | Letónia                               | 40                                    | San Marino                            | 25                                    |
| 14                                    | Albânia                               | 23                                    | Bélgica                               | 24                                    |
| 15                                    | Moldávia                              | 14                                    | Moldávia                              | 24                                    |
| 16                                    | Estónia                               | 13                                    | Portugal                              | 17                                    |

| Processos de votação: 50% Juri & televoto 100% Juri voto | Processos de votação: 50% Juri & televoto 100% Juri voto | Votação resultados | Votação resultados | Votação resultados | Votação resultados | Votação resultados | Votação resultados | Votação resultados | Votação resultados | Votação resultados | Votação resultados | Votação resultados | Votação resultados | Votação resultados | Votação resultados | Votação resultados | Votação resultados | Votação resultados | Votação resultados | Votação resultados | Votação resultados | Votação resultados | Votação resultados |
| Processos de votação: 50% Juri & televoto 100% Juri voto | Processos de votação: 50% Juri & televoto 100% Juri voto | Total              | Arménia            | Letónia            | Estónia            | Suécia             | Islândia           | Albânia            | Russia             | Azerbaijão         | Ucrânia            | Bélgica            | Moldávia           | São Marino         | Portugal           | Holanda            | Montenegro         | Hungria            | Dinamarca          | França             | Espanha            |                    |                    |
| Concorrentes                                             | Arménia                                                  | 121                |                    | 6                  | 5                  | 8                  | 3                  | 5                  | 12                 |                    | 12                 | 3                  | 10                 |                    | 4                  | 12                 | 10                 | 8                  | 5                  | 12                 | 6                  |                    |                    |
| Concorrentes                                             | Letónia                                                  | 33                 |                    |                    | 6                  | 1                  | 6                  |                    |                    | 7                  |                    | 5                  |                    | 2                  | 3                  |                    |                    | 2                  | 1                  |                    |                    |                    |                    |
| Concorrentes                                             | Estónia                                                  | 36                 | 5                  | 10                 |                    | 5                  | 5                  |                    |                    | 5                  |                    |                    |                    |                    |                    |                    |                    |                    |                    | 4                  | 2                  |                    |                    |
| Concorrentes                                             | Suécia                                                   | 131                | 4                  | 8                  | 7                  |                    | 10                 | 6                  | 6                  |                    | 10                 | 8                  | 10                 | 3                  | 8                  | 8                  | 5                  | 10                 | 10                 | 6                  | 12                 |                    |                    |
| Concorrentes                                             | Islândia                                                 | 61                 |                    | 5                  | 2                  | 7                  |                    |                    |                    |                    | 3                  | 4                  |                    | 7                  | 1                  | 7                  |                    | 6                  | 8                  | 8                  | 3                  |                    |                    |
| Concorrentes                                             | Albânia                                                  | 22                 |                    |                    |                    |                    |                    |                    |                    |                    |                    | 2                  |                    | 5                  |                    | 1                  | 12                 |                    | 2                  |                    |                    |                    |                    |
| Concorrentes                                             | Russia                                                   | 63                 | 7                  | 4                  | 1                  | 2                  | 2                  |                    |                    | 10                 | 6                  | 1                  | 12                 |                    | 5                  |                    | 4                  | 5                  | 4                  |                    |                    |                    |                    |
| Concorrentes                                             | Azerbaijão                                               | 57                 |                    | 2                  | 4                  |                    | 1                  | 7                  | 10                 |                    | 5                  |                    | 6                  | 6                  | 2                  | 4                  | 7                  | 1                  |                    | 2                  |                    |                    |                    |
| Concorrentes                                             | Ucrânia                                                  | 118                | 12                 | 7                  | 10                 | 6                  | 7                  | 3                  | 7                  | 12                 |                    | 7                  | 8                  | 4                  | 7                  | 5                  | 8                  | 3                  | 7                  |                    | 5                  |                    |                    |
| Concorrentes                                             | Bélgica                                                  | 28                 | 6                  |                    |                    |                    |                    |                    | 4                  | 4                  |                    |                    | 7                  | 1                  |                    | 3                  | 2                  |                    |                    | 1                  |                    |                    |                    |
| Concorrentes                                             | Moldávia                                                 | 13                 |                    |                    |                    |                    |                    | 4                  | 1                  |                    | 2                  |                    |                    |                    |                    |                    | 6                  |                    |                    |                    |                    |                    |                    |
| Concorrentes                                             | São Marino                                               | 40                 | 2                  | 1                  | 3                  |                    | 4                  | 8                  | 3                  | 6                  | 4                  |                    | 1                  |                    |                    |                    |                    | 7                  |                    |                    | 1                  |                    |                    |
| Concorrentes                                             | Portugal                                                 | 39                 | 3                  |                    |                    | 4                  |                    | 1                  |                    | 1                  |                    | 6                  | 3                  |                    |                    | 2                  | 3                  |                    | 3                  | 5                  | 8                  |                    |                    |
| Concorrentes                                             | Holanda                                                  | 150                | 10                 | 12                 | 12                 | 12                 | 12                 | 2                  | 2                  | 3                  | 7                  | 10                 | 2                  | 12                 | 12                 |                    | 1                  | 12                 | 12                 | 10                 | 7                  |                    |                    |
| Concorrentes                                             | Montenegro                                               | 63                 | 8                  |                    |                    | 3                  |                    | 12                 | 5                  | 2                  | 1                  |                    | 5                  |                    | 6                  | 6                  |                    | 4                  |                    | 7                  | 4                  |                    |                    |
| Concorrentes                                             | Hungria                                                  | 127                | 1                  | 3                  | 8                  | 10                 | 8                  | 10                 | 8                  | 8                  | 8                  | 12                 | 4                  | 8                  | 10                 | 10                 |                    |                    | 6                  | 3                  | 10                 |                    |                    |

### Países Que Também Votam Na semi-final 1
| Com direito de voto: · França · Espanha · Dinamarca |

### Semi-Final 2

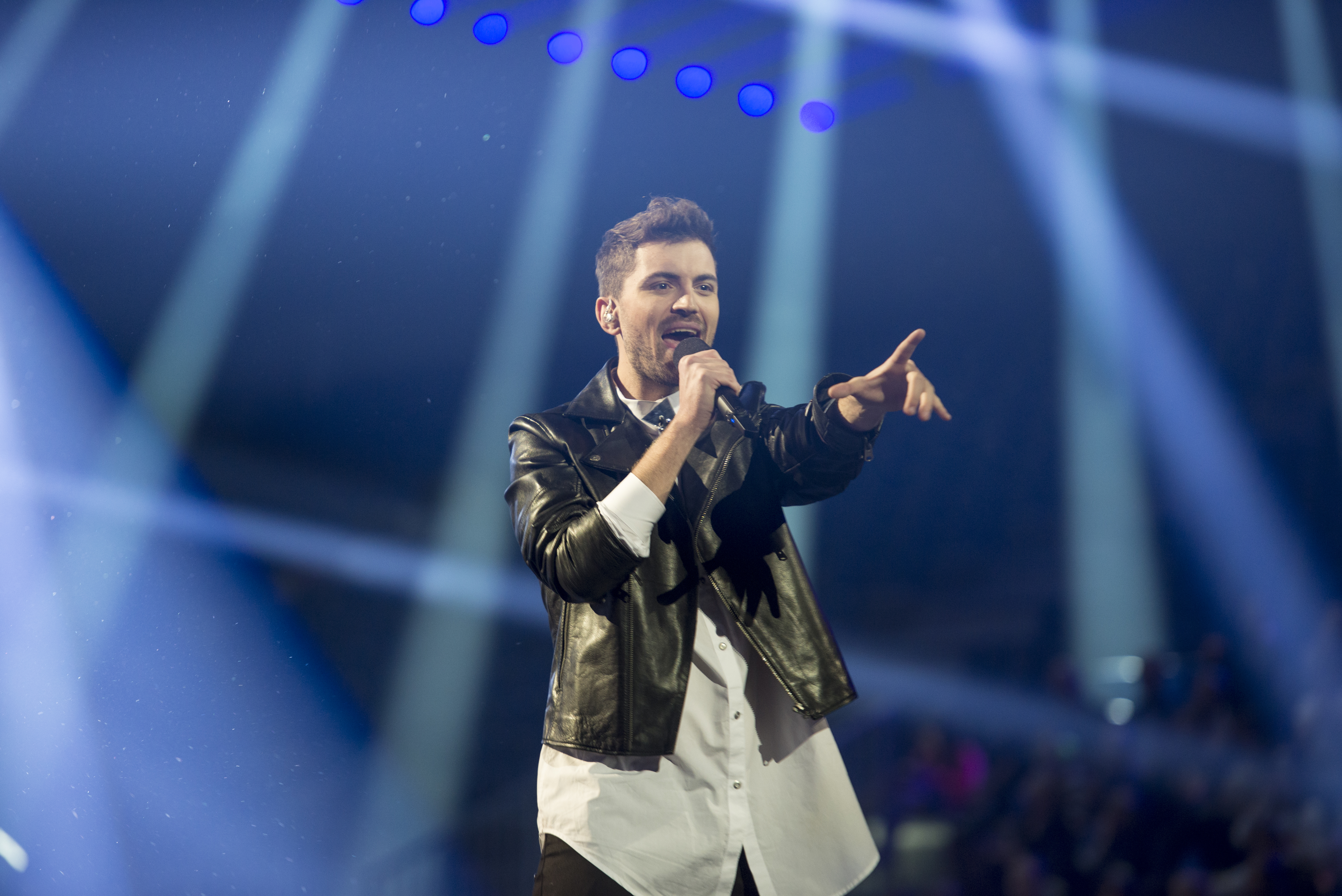
Nikolas Raptakis, do grupo Freaky Fortune ft. RiskyKidd, na segunda semi-final.

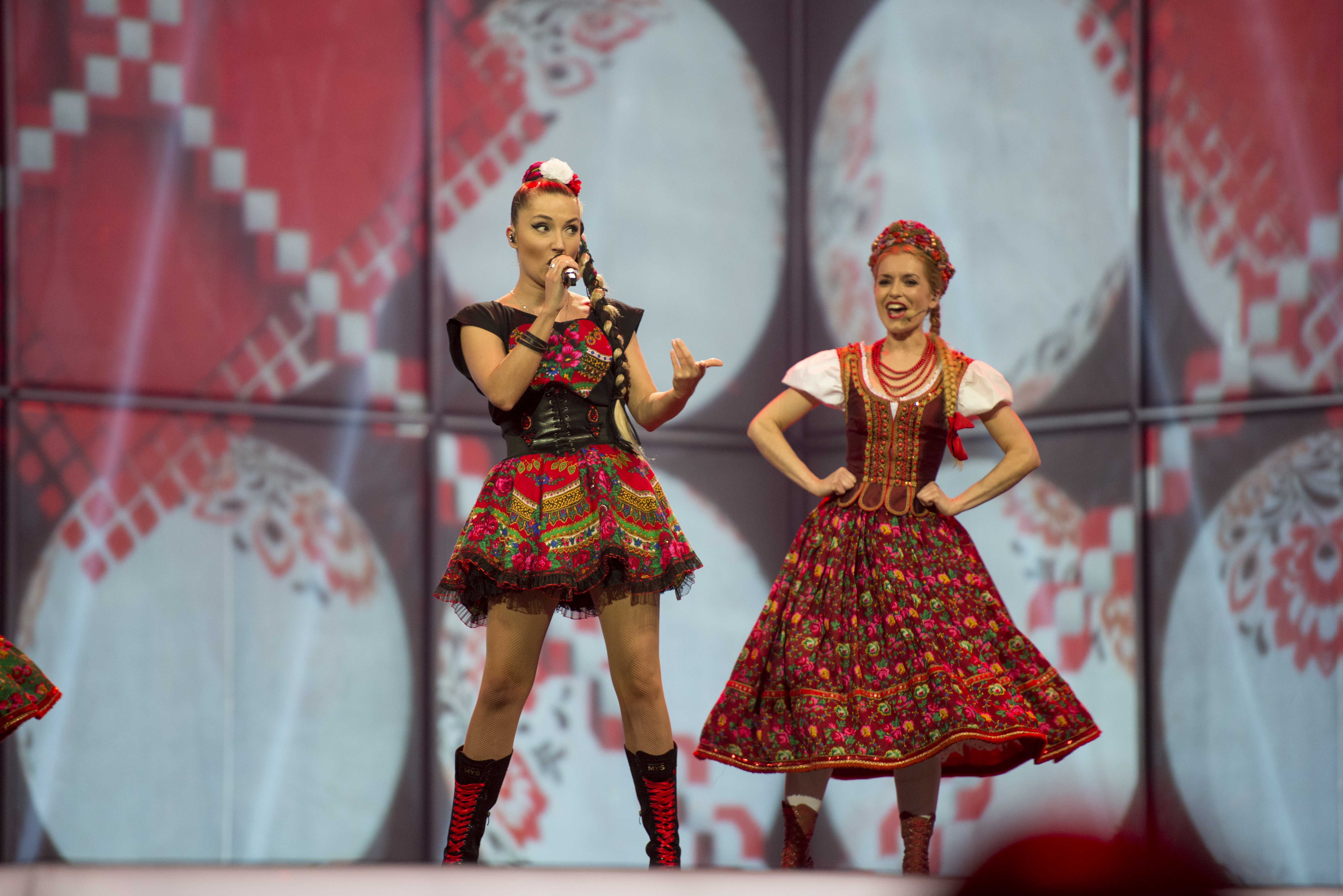
Polónia "My Słowianie, na segunda semi-final

A ordem foi revelada no dia 24 de Março de 2014.
Está semi-final conta com uma convidada especial  Jessica Mauboy, representante da Austrália.
| #   | País               | Idioma            | Artista                      | Canção                        | Tradução para Português   | Pontuação | Lugar |
| --- | ------------------ | ----------------- | ---------------------------- | ----------------------------- | ------------------------- | --------- | ----- |
| 1º  | Malta              | Inglês            | Firelight                    | "Coming Home"                 | De volta para casa        | 63        | 9º    |
| 2º  | Israel             | Hebraico e Inglês | Mei Finegold                 | "Same Heart"                  | Mesmo Coração             | 19        | 14º   |
| 3º  | Noruega            | Inglês            | Carl Espen                   | "Silent Storm"                | Tempestade Silenciosa     | 77        | 6º    |
| 4º  | Geórgia            | Inglês            | The Shin & Mariko Ebralidze  | "Three Minutes to Earth"      | Três Minutos para a Terra | 15        | 15º   |
| 5º  | Polónia            | Polaco e Inglês   | Donatan & Cleo               | "My Słowianie (Slavic Girls)" | Nós, os eslavos           | 70        | 8º    |
| 6º  | Áustria            | Inglês            | Conchita Wurst               | "Rise Like a Phoenix"         | Erguer como uma Fênix     | 169       | 1º    |
| 7º  | Lituânia           | Inglês            | Vilija Matačiūnaitė          | "Attention"                   | Atenção                   | 36        | 11º   |
| 8º  | Finlândia          | Inglês            | Softengine                   | "Someting Better"             | Algo Melhor               | 97        | 3º    |
| 9º  | Irlanda            | Inglês            | Can-Linn feat. Kasey Smith   | "Heartbeat"                   | Batida de Coração         | 35        | 12º   |
| 10º | Bielorrússia       | Inglês            | TEO                          | "Cheesecake"                  | Bolo de queijo            | 87        | 5º    |
| 11º | Macedónia do Norte | Inglês            | Tijana Dapčević              | "To The Sky"                  | Até ao céu                | 33        | 13º   |
| 12º | Suíça              | Inglês            | Sebalter                     | "Hunter Of Stars"             | Caçador de Estrelas       | 92        | 4º    |
| 13º | Grécia             | Inglês            | Freaky Fortune ft. RiskyKidd | "Rise Up"                     | Levanta-te                | 74        | 7º    |
| 14º | Eslovénia          | Inglês e Esloveno | Tinkara Kovač                | "Spet"                        | Novamente                 | 52        | 10º   |
| 15º | Roménia            | Inglês            | Paula Seling & Ovi           | "Miracle"                     | Milagre                   | 125       | 2º    |

| Semi-final 2 juri/televoto resultados | Semi-final 2 juri/televoto resultados | Semi-final 2 juri/televoto resultados | Semi-final 2 juri/televoto resultados | Semi-final 2 juri/televoto resultados |
| Lugar                                 | Televoto                              | Pontos                                | Juri                                  | Pontos                                |
| ------------------------------------- | ------------------------------------- | ------------------------------------- | ------------------------------------- | ------------------------------------- |
| 1                                     | Áustria                               | 165                                   | Áustria                               | 138                                   |
| 2                                     | Roménia                               | 126                                   | Finlândia                             | 117                                   |
| 3                                     | Polónia                               | 116                                   | Malta                                 | 113                                   |
| 4                                     | Suíça                                 | 98                                    | Noruega                               | 100                                   |
| 5                                     | Grécia                                | 91                                    | Roménia                               | 99                                    |
| 6                                     | Bielorrússia                          | 86                                    | Bielorrússia                          | 71                                    |
| 7                                     | Finlândia                             | 63                                    | Macedónia do Norte                    | 67                                    |
| 8                                     | Noruega                               | 55                                    | Eslovénia                             | 60                                    |
| 9                                     | Eslovénia                             | 48                                    | Grécia                                | 52                                    |
| 10                                    | Irlanda                               | 47                                    | Suíça                                 | 51                                    |
| 11                                    | Lituânia                              | 44                                    | Lituânia                              | 41                                    |
| 12                                    | Malta                                 | 36                                    | Polónia                               | 34                                    |
| 13                                    | Macedónia do Norte                    | 26                                    | Geórgia                               | 33                                    |
| 14                                    | Israel                                | 26                                    | Irlanda                               | 33                                    |
| 15                                    | Geórgia                               | 15                                    | Israel                                | 32                                    |

| Processos de votação: 50% Juri & televoto 100% Juri voto | Processos de votação: 50% Juri & televoto 100% Juri voto | Votação resultados | Votação resultados | Votação resultados | Votação resultados | Votação resultados | Votação resultados | Votação resultados | Votação resultados | Votação resultados | Votação resultados | Votação resultados | Votação resultados | Votação resultados | Votação resultados | Votação resultados | Votação resultados | Votação resultados | Votação resultados | Votação resultados | Votação resultados | Votação resultados | Votação resultados |
| Processos de votação: 50% Juri & televoto 100% Juri voto | Processos de votação: 50% Juri & televoto 100% Juri voto | Total              | Malta              | Israel             | Noruega            | Geórgia            | Polónia            | Áustria            | Lituânia           | Finlândia          | Irlanda            | Bielorrússia       | Macedónia          | Suiça              | Grécia             | Eslovénia          | Roménia            | Alemanha           | Itália             | Reino Unido        |                    |                    |                    |
| Concorrentes                                             | Malta                                                    | 63                 |                    |                    | 2                  | 8                  | 4                  | 1                  | 1                  | 5                  | 3                  | 4                  | 12                 | 5                  |                    |                    | 3                  | 3                  | 5                  | 7                  |                    |                    |                    |
| Concorrentes                                             | Israel                                                   | 19                 |                    |                    |                    |                    |                    |                    |                    | 3                  |                    | 2                  | 5                  |                    | 6                  |                    | 1                  | 2                  |                    |                    |                    |                    |                    |
| Concorrentes                                             | Noruega                                                  | 77                 | 7                  |                    |                    | 5                  | 6                  | 5                  | 8                  | 10                 | 8                  |                    | 4                  | 2                  | 7                  | 4                  | 4                  | 7                  |                    |                    |                    |                    |                    |
| Concorrentes                                             | Geórgia                                                  | 15                 | 2                  |                    |                    |                    |                    |                    | 6                  |                    |                    | 5                  |                    |                    | 1                  |                    |                    | 1                  |                    |                    |                    |                    |                    |
| Concorrentes                                             | Polónia                                                  | 70                 | 1                  | 4                  | 7                  |                    |                    | 2                  | 4                  |                    | 2                  | 10                 | 3                  | 3                  | 3                  | 5                  |                    | 12                 | 10                 | 4                  |                    |                    |                    |
| Concorrentes                                             | Áustria                                                  | 169                | 10                 | 10                 | 8                  | 10                 | 10                 |                    | 10                 | 12                 | 12                 | 7                  | 6                  | 12                 | 12                 | 10                 | 12                 | 4                  | 12                 | 12                 |                    |                    |                    |
| Concorrentes                                             | Lituânia                                                 | 36                 |                    |                    | 5                  | 7                  | 2                  |                    |                    |                    | 5                  | 6                  |                    |                    |                    |                    |                    |                    | 1                  | 10                 |                    |                    |                    |
| Concorrentes                                             | Finlândia                                                | 97                 |                    | 3                  | 12                 | 1                  | 8                  | 8                  | 5                  |                    | 10                 |                    | 10                 | 8                  | 4                  | 2                  | 5                  | 5                  | 8                  | 8                  |                    |                    |                    |
| Concorrentes                                             | Irlanda                                                  | 35                 | 4                  | 1                  | 3                  |                    | 5                  | 4                  |                    |                    |                    |                    | 7                  | 1                  | 2                  | 1                  | 2                  |                    |                    | 5                  |                    |                    |                    |
| Concorrentes                                             | Bielorrússia                                             | 87                 | 6                  | 7                  | 1                  | 12                 | 7                  | 10                 | 12                 | 7                  | 1                  |                    | 2                  |                    | 8                  | 6                  | 8                  |                    |                    |                    |                    |                    |                    |
| Concorrentes                                             | Macedónia                                                | 33                 | 3                  | 2                  |                    | 2                  |                    |                    |                    | 1                  |                    | 1                  |                    | 10                 |                    | 12                 |                    |                    | 2                  |                    |                    |                    |                    |
| Concorrentes                                             | Suiça                                                    | 92                 | 5                  | 5                  |                    |                    | 12                 | 6                  | 7                  | 8                  | 6                  | 3                  | 1                  |                    | 5                  | 8                  | 10                 | 10                 | 3                  | 3                  |                    |                    |                    |
| Concorrentes                                             | Grécia                                                   | 74                 | 8                  | 6                  | 6                  | 3                  | 1                  | 3                  |                    | 4                  | 4                  | 12                 |                    | 4                  |                    | 3                  | 7                  | 6                  | 6                  | 1                  |                    |                    |                    |
| Concorrentes                                             | Eslovénia                                                | 52                 |                    | 8                  | 4                  | 4                  | 3                  | 7                  | 3                  | 2                  |                    |                    |                    | 6                  |                    |                    | 6                  |                    | 7                  | 2                  |                    |                    |                    |
| Concorrentes                                             | Roménia                                                  | 125                | 12                 | 12                 | 10                 | 6                  |                    | 12                 | 2                  | 6                  | 7                  | 8                  | 8                  | 7                  | 10                 | 7                  |                    | 8                  | 4                  | 6                  |                    |                    |                    |

### Países Que Também Votam Na semi-final 2
| Com direito de voto: · Alemanha · Itália · Reino Unido |

- Nota 1: Alemanha tinha pedido a UER/EBU para votar na semi-final 2 então o supervisor Jon Ola Sand deixou a Alemanha votar na 2º semi-final , então não foi preciso determinar se a Alemanha votava na 1ºsemi-final ou na 2ºsemi-final.

### Final

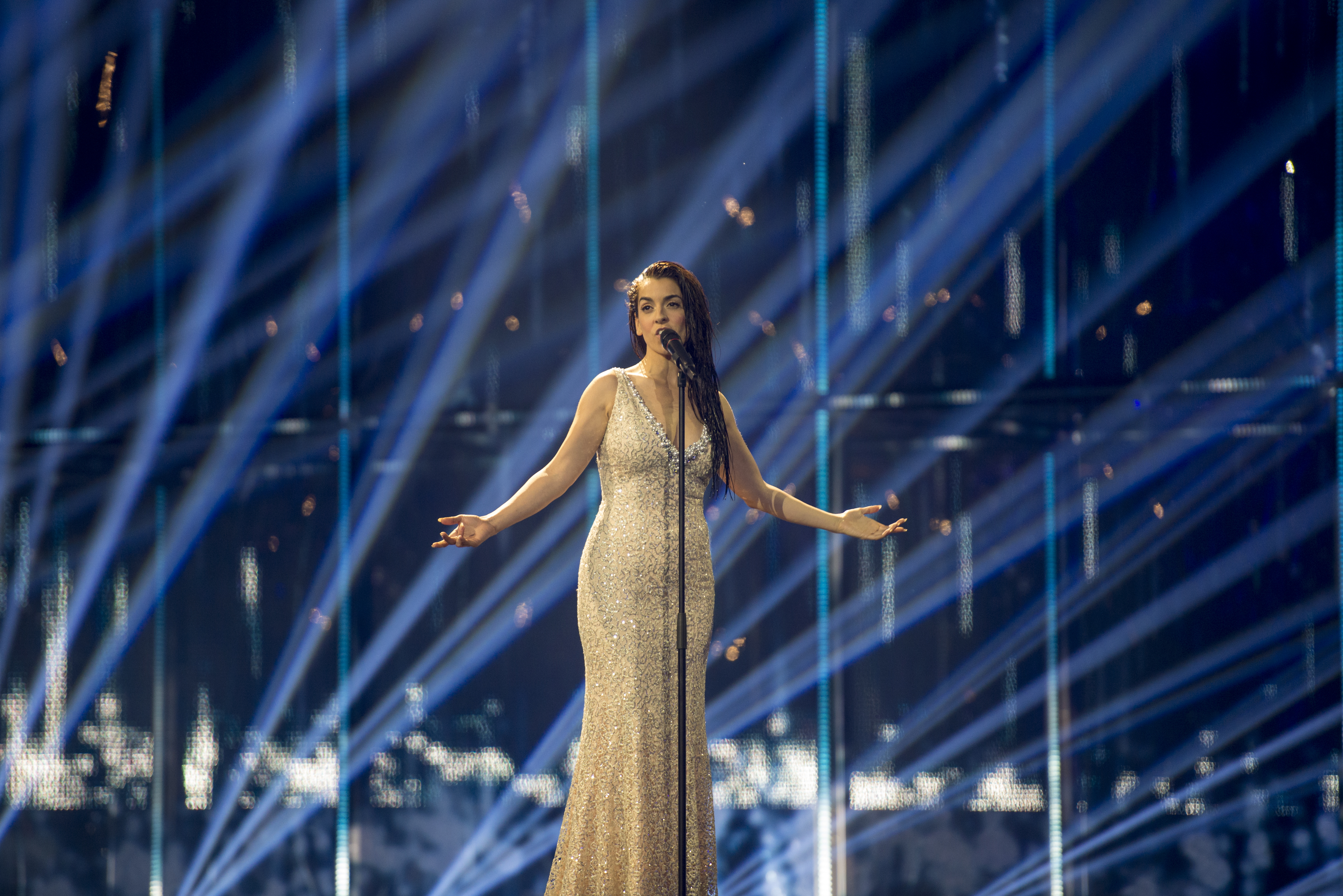
Ruth Lorenzo, cantando na final "Dancing In The Rain", alcançando o 10º lugar.

A Final conta com duas convidadas ; Emmelie de Forest ; vencedora do ESC 2013 e Gaia Cauchi ; vencedora do JESC 2013.
A ordem foi revelada no dia 9 de Maio.
| #   | País          | Idioma            | Artista                      | Canção                        | Tradução para Português | Pontuação | Lugar |
| --- | ------------- | ----------------- | ---------------------------- | ----------------------------- | ----------------------- | --------- | ----- |
| 1º  | Ucrânia       | Inglês            | Mariya Yaremchuk             | "Tick-Tock"                   | Tic-Tac                 | 113       | 6º    |
| 2º  | Bielorrússia  | Inglês            | TEO                          | "Cheesecake"                  | Cheesecake              | 43        | 16º   |
| 3º  | Azerbaijão    | Inglês            | Dilara Kazimova              | "Start A Fire"                | Começar um incêndio     | 33        | 22º   |
| 4º  | Islândia      | Islandês e Inglês | Pollapönk                    | "No Prejudice"                | Não há preconceitos     | 58        | 15º   |
| 5º  | Noruega       | Inglês            | Carl Espen                   | "Silent Storm"                | Tempestade silenciosa   | 88        | 8º    |
| 6º  | Roménia       | Inglês            | Paula Seling & Ovi           | "Miracle"                     | Milagre                 | 72        | 12º   |
| 7º  | Arménia       | Inglês            | Aram Mp3                     | "Not Alone"                   | Não sozinho             | 174       | 4º    |
| 8º  | Montenegro    | Montenegrino      | Sergej Ćetković              | "Moj svijet" (Мој свијет)     | O meu mundo             | 37        | 19º   |
| 9º  | Polónia       | Polaco e Inglês   | Donatan & Cleo               | "My Słowianie (Slavic Girls)" | Nós, os eslavos         | 62        | 14º   |
| 10º | Grécia        | Inglês            | Freaky Fortune ft. RiskyKidd | "Rise Up"                     | Levanta-te              | 35        | 20º   |
| 11º | Áustria       | Inglês            | Conchita Wurst               | "Rise Like a Phoenix"         | Surgir como uma fénix   | 290       | 1º    |
| 12º | Alemanha      | Inglês            | Elaiza                       | "Is it Right"                 | É correto?              | 39        | 18º   |
| 13º | Suécia        | Inglês            | Sanna Nielsen                | "Undo"                        | Desfaz                  | 218       | 3º    |
| 14º | França        | Francês1          | Twin Twin                    | "Moustache"                   | Bigode                  | 2         | 26º   |
| 15º | Rússia        | Inglês            | Gêmeas Tolmachevy            | "Shine"                       | Brilho                  | 89        | 7º    |
| 16º | Itália        | Italiano          | Emma Marrone                 | "La Mia Città"                | A minha cidade          | 33        | 21º   |
| 17º | Eslovénia     | Inglês e Esloveno | Tinkara Kovač                | "Spet"                        | Novamente               | 9         | 25º   |
| 18º | Finlândia     | Inglês            | Softengine                   | "Someting Better"             | Algo melhor             | 72        | 11º   |
| 19º | Espanha       | Inglês e Espanhol | Ruth Lorenzo                 | "Dancing In The Rain"         | Dançando na chuva       | 74        | 10º   |
| 20º | Suíça         | Inglês            | Sebalter                     | "Hunter Of Stars"             | Caçador de estrelas     | 64        | 13º   |
| 21º | Hungria       | Inglês            | András Kállay-Saunders       | "Running"                     | Correndo                | 143       | 5º    |
| 22º | Malta         | Inglês            | Firelight                    | "Coming Home"                 | De volta para casa      | 32        | 23º   |
| 23º | Dinamarca     | Inglês            | Basim                        | "Cliché Love Song"            | Canção de amor clichê   | 74        | 9º    |
| 24º | Países Baixos | Inglês            | The Common Linnets           | "Calm Afther The Storm"       | Calma após a tempestade | 238       | 2º    |
| 25º | San Marino    | Inglês            | Valentina Monetta            | "Maybe (Forse)"               | Talvez                  | 14        | 24º   |
| 26º | Reino Unido   | Inglês            | Molly Smitten-Downes         | "Children in the universe"    | Filhos do universo      | 40        | 17º   |

1.↑  A canção é em francês, no entanto, há uma frase em Inglês e uma frase em espanhol.
| Final split juri/televoto resultados | Final split juri/televoto resultados | Final split juri/televoto resultados | Final split juri/televoto resultados | Final split juri/televoto resultados |
| Lugar                                | Televoto                             | Pontos                               | Juri                                 | Pontos                               |
| ------------------------------------ | ------------------------------------ | ------------------------------------ | ------------------------------------ | ------------------------------------ |
| 1                                    | Áustria                              | 311                                  | Áustria                              | 224                                  |
| 2                                    | Países Baixos                        | 222                                  | Países Baixos                        | 203                                  |
| 3                                    | Arménia                              | 193                                  | Suécia                               | 201                                  |
| 4                                    | Suécia                               | 190                                  | Hungria                              | 138                                  |
| 5                                    | Polónia                              | 162                                  | Arménia                              | 125                                  |
| 6                                    | Rússia                               | 132                                  | Malta                                | 119                                  |
| 7                                    | Suíça                                | 114                                  | Finlândia                            | 114                                  |
| 8                                    | Ucrânia                              | 112                                  | Azerbaijão                           | 108                                  |
| 9                                    | Roménia                              | 103                                  | Noruega                              | 102                                  |
| 10                                   | Hungria                              | 98                                   | Dinamarca                            | 85                                   |
| 11                                   | Bielorrússia                         | 56                                   | Espanha                              | 83                                   |
| 12                                   | Islândia                             | 46                                   | Ucrânia                              | 78                                   |
| 13                                   | Dinamarca                            | 43                                   | Rússia                               | 70                                   |
| 14                                   | Grécia                               | 43                                   | Alemanha                             | 61                                   |
| 15                                   | Espanha                              | 41                                   | Islândia                             | 59                                   |
| 16                                   | Noruega                              | 39                                   | Reino Unido                          | 52                                   |
| 17                                   | Finlândia                            | 39                                   | Roménia                              | 51                                   |
| 18                                   | Montenegro                           | 33                                   | Bielorrússia                         | 50                                   |
| 19                                   | Itália                               | 32                                   | Grécia                               | 49                                   |
| 20                                   | Alemanha                             | 31                                   | Montenegro                           | 48                                   |
| 21                                   | Reino Unido                          | 29                                   | Itália                               | 37                                   |
| 22                                   | Azerbaijão                           | 26                                   | Suíça                                | 27                                   |
| 23                                   | San Marino                           | 18                                   | Polónia                              | 23                                   |
| 24                                   | Malta                                | 17                                   | Eslovénia                            | 21                                   |
| 25                                   | Eslovénia                            | 15                                   | San Marino                           | 16                                   |
| 26                                   | França                               | 1                                    | França                               | 5                                    |

## Outras Votações

### Marcel Bezençon Prêmios
As Marcel Bezençon Awards foram entregues pela primeira vez durante o Festival Eurovisão da Canção 2002 , em Tallinn, Estónia , honrando as músicas mais concorrentes na final. Fundada por Christer Björkman ( Suécia representante está no Eurovision Song Contest 1992 eo actual Chefe de Delegação para a Suécia) e Richard Herrey (membro da Herreys eo Festival Eurovisão da Canção 1984 vencedor de Suécia), os prêmios são nomeados após o criador da competição anual, Marcel Bezençon . Os prêmios são divididos em três categorias:. Prêmio de Melhor Musica , Prêmio Artístico e Prêmio Compositor:
| Categorias               | País          | Música                 | Cantor(s)          | Compositor(s)                                                        |
| ------------------------ | ------------- | ---------------------- | ------------------ | -------------------------------------------------------------------- |
| Prêmio Artístico         | Países Baixos | "Calm After the Storm" | The Common Linnets | Ilse DeLange, JB Meijers, Rob Crosby, Matthew Crosby, Jake Etheridge |
| Prêmio Melhor Compositor | Países Baixos | "Calm After the Storm" | The Common Linnets | Ilse DeLange, JB Meijers, Rob Crosby, Matthew Crosby, Jake Etheridge |
| Prêmio Melhor Música     | Áustria       | "Rise Like a Phoenix"  | Conchita Wurst     | Charley Mason, Joey Patulka, Ali Zuckowski, Julian Maas              |

### OGAE
A OGAE Internacional ESC Poll revelou a grande opinião de fãs da Eurovisão em toda a Europa e do Mundo sobre o Festival Eurovisão da Canção 2014.  Todos os anos, todos os OGAE-clubes organizar uma votação interna dos anos atuais canções Eurovision. Os resultados serão publicados no site, bem como em nossos sites parceiros. O objetivo deste voto é a voz da opinião fãs ao longo dos anos atuais canções.
Esta votação nunca é oficial.
Site Oficial do OGAE
| País        | Música                     | Artista                | Compositor(s)                                           | OGAE resultado |
| ----------- | -------------------------- | ---------------------- | ------------------------------------------------------- | -------------- |
| Suécia      | "Undo"                     | Sanna Nielsen          | Fredrik Kempe, David Kreuger, Hamed "K-One" Pirouzpanah | 354            |
| Hungria     | "Running"                  | András Kállay-Saunders | András Kállay-Saunders, Krisztián Szakos                | 262            |
| Israel      | "Same Heart"               | Mei Feingold           | Rami Talmid                                             | 233            |
| Áustria     | "Rise Like a Phoenix"      | Conchita Wurst         | Charley Mason, Joey Patulka, Ali Zuckowski, Julian Maas | 221            |
| Reino Unido | "Children in the universe" | Molly Smitten-Downes   | Molly Smitten-Downes, Anders Hansson                    | 162            |

## Top 37
| #  | País               | Classificação da Final | Pontos da Final | Classificação da Semi-Final 1 | Pontos da Semi-Final 1 | Classificação da Semi-Final 2 | Pontos da Semi-Final 2 |
| -- | ------------------ | ---------------------- | --------------- | ----------------------------- | ---------------------- | ----------------------------- | ---------------------- |
| 1  | Áustria            | 1º                     | 290             | —                             | —                      | 1º                            | 169                    |
| 2  | Países Baixos      | 2º                     | 238             | 1º                            | 150                    | —                             | —                      |
| 3  | Suécia             | 3º                     | 218             | 2º                            | 131                    | —                             | —                      |
| 4  | Arménia            | 4º                     | 174             | 4º                            | 121                    | —                             | —                      |
| 5  | Hungria            | 5º                     | 143             | 3º                            | 127                    | —                             | —                      |
| 6  | Ucrânia            | 6º                     | 133             | 5º                            | 118                    | —                             | —                      |
| 7  | Rússia             | 7º                     | 89              | 6º                            | 63                     | —                             | —                      |
| 8  | Noruega            | 8º                     | 88              | —                             | —                      | 6º                            | 77                     |
| 9  | Dinamarca          | 9º                     | 74              | —                             | —                      | —                             | —                      |
| 10 | Espanha            | 10º                    | 74              | —                             | —                      | —                             | —                      |
| 11 | Finlândia          | 11º                    | 72              | —                             | —                      | 3º                            | 97                     |
| 12 | Roménia            | 12º                    | 72              | —                             | —                      | 2º                            | 125                    |
| 13 | Suíça              | 13º                    | 64              | —                             | —                      | 4º                            | 92                     |
| 14 | Polónia            | 14º                    | 62              | —                             | —                      | 8º                            | 70                     |
| 15 | Islândia           | 15º                    | 58              | 8º                            | 61                     | —                             | —                      |
| 16 | Bielorrússia       | 16º                    | 43              | —                             | —                      | 5º                            | 87                     |
| 17 | Reino Unido        | 17º                    | 40              | —                             | —                      | —                             | —                      |
| 18 | Alemanha           | 18º                    | 39              | —                             | —                      | —                             | —                      |
| 19 | Montenegro         | 19º                    | 37              | 7º                            | 63                     | —                             | —                      |
| 20 | Grécia             | 20º                    | 35              | —                             | —                      | 7º                            | 74                     |
| 21 | Itália             | 21º                    | 33              | —                             | —                      | —                             | —                      |
| 22 | Azerbaijão         | 22º                    | 33              | 9º                            | 57                     | —                             | —                      |
| 23 | Malta              | 23º                    | 32              | —                             | —                      | 9º                            | 63                     |
| 24 | San Marino         | 24º                    | 14              | 10º                           | 40                     | —                             | —                      |
| 25 | Eslovénia          | 25º                    | 9               | —                             | —                      | 10º                           | 52                     |
| 26 | França             | 26º                    | 2               | —                             | —                      | —                             | —                      |
| 27 | Portugal           | —                      | —               | 11º                           | 39                     | —                             | —                      |
| 28 | Lituânia           | —                      | —               | —                             | —                      | 11º                           | 36                     |
| 29 | Estónia            | —                      | —               | 12º                           | 36                     | —                             | —                      |
| 30 | Irlanda            | —                      | —               | —                             | —                      | 12º                           | 35                     |
| 31 | Macedónia do Norte | —                      | —               | —                             | —                      | 13º                           | 33                     |
| 32 | Letónia            | —                      | —               | 13º                           | 33                     | —                             | —                      |
| 33 | Bélgica            | —                      | —               | 14º                           | 28                     | —                             | —                      |
| 34 | Albânia            | —                      | —               | 15º                           | 22                     | —                             | —                      |
| 35 | Israel             | —                      | —               | —                             | —                      | 14º                           | 19                     |
| 36 | Geórgia            | —                      | —               | —                             | —                      | 15º                           | 15                     |
| 37 | Moldávia           | —                      | —               | 16º                           | 13                     | —                             | —                      |

     - 1º Lugar
     -  2º Lugar
     -  3ºLugar
     - 37º Lugar (Último Lugar)

## Cobertura televisiva das semifinais e final
Em baixo encontra-se a lista das cadeias televisivas que emitirão o festival ; ainda não se sabe se estes países tramitaram os três espetáculos ou só dois o só um.
| - DR - TVE - ERR - YLE - LRT - FTV France 3 - GPB - MTV - RTÉ - NTU | - RTP 1 - BBC - BTRC - TVR - C1R - SMRTV - SVT - SRG SSR - RÚV - IBA Channel 1 | - RAI - LTV - ITV - MKRTV - TVM - TRM - TROS - TVP - RTSH - ORF | - NDR/ARD - ARMTV - NERIT - VRT/RTBF - NRK - RTCG - SBS - RTS - CyBC | - HRT - KZT |

Legenda
| - Transmitirá a 1.ª semifinal em direto - Transmitirá a 1º semifinal noutro horário | - Transmitirá a 2.ª semifinal em direto - Transmitirá a 2º semifinal noutro horário | - Transmitirá a final em direto - Transmitiu a final noutro horário |

### Cobertura televisiva pelo mundo
Foi possível assistir ao concurso em qualquer parte do mundo, através da internet. Para além disso, várias televisões de vários países não europeus, transmitiram o festival. Também várias televisões Europeias transmitiram o festival nos seus canais internacionais. Em baixo é possível observar uma lista com os canais que transmitiram o festival, para além fronteiras europeias:
 Austrália
- A Austrália não pode, nem está autorizada a entrar no concurso, apesar de amar este concurso , no entanto o festival vai ser transmitido na televisão pela SBS tal como aconteceu em anos anteriores. A televisão australiana enviou os seus próprios comentadores para o festival, os comentadores e apresentadores de televisão, Julia Zemiro e Sam Pang. O canal transmitiu os três espetáculos, nos dias 6, 8 e 10 de Maio.

 Sérvia
- O país emitiu os três espetáculos , apesar da sua retirada nesta edição.

 Chipre
- O país vai emitir os três espetáculos , apesar da sua retirada nesta edição.

 Croácia
- O país emitiu o festival , apesar da sua retirada nesta edição.

 Nova Zelândia
- O país emitiu os três espetáculos, apesar de não poder participar.

 Cazaquistão
- O país emitiu os três espetáculos, apesar de não poder participar.

 Canadá
- O país emitiu os três espetáculos, apesar de não poder participar.

 Ilhas Faroe
- O país emitiu os três espetáculos, apesar de não poder participar.

 Mundo Fora
- Por exemplo, a RTP em Portugal, transmitiu o festival para Portugal, e o sub-canal RTP Internacional, transmitiu para todo o mundo, para que todos os mais de 200 milhões de lusófonos pudessem ver o festival. Em baixo está uma lista das estações televisivas de cada país, que transmitiram o festival para além das suas fronteiras:

- -  RTP Internacional
  -  RTP África
  -  RTP Madeira

## Comentadores e Porta-Vozes

### Comentadores
- – Andri Xhahu (TVSH, RTSH Muzikë e Radio Tirana, todos os espetáculos)[191]
- – Erik Antaranyan and Anna Avanesyan (Armenia 1, todos os espetáculos)[192]
- – Julia Zemiro e Sam Pang (SBS One, todos os espetáculos)[193]
- – Andi Knoll (ORF eins, todos os espetáculos[194]
- – TBA (İTV e İTV Radio, todos os espetáculos)[195]
- – Evgeny Perlin (Belarus-1 e Belarus-24, todos os espetáculos)[196][197]
- – Dutch: Peter Van de Veire and Eva Daeleman (één and Radio 2, all shows);[198] French: Jean-Louis Lahaye and Maureen Louys (La Une, all shows)[199]
- – Aleksandar Kostadinov (HRT 1, final)[200]
- – Melina Karageorgiou (RIK 1, all shows)[201][202]
- – Anders Bisgaard (DR1, semi-finals; DR P4, final);[203][204] Ole Tøpholm (DR1, final);[205] Peter Falktoft and Esben Bjerre Hansen (DR3, final);[206] Sign language performers (DR Ramasjang, final)[207]
- – Marko Reikop (ETV, all shows);[208] Mart Juur and Andrus Kivirähk (Raadio 2, first semi-final and final)[209]
- – TBA (Kringvarp Føroya, all)[210]
- – Finnish: Jorma Hietamäki and Sanna Pirkkalainen (Yle TV2 and Yle Radio Suomi, all shows); Swedish: Eva Frantz and Johan Lindroos (Yle TV2 and Yle Radio Vega, all shows)[211]
- – Audrey Chauveau and Bruno Berberes (France Ô, first semi-final);[212] Cyril Féraud and Natasha St-Pier (France 3, final)[213]
- – Lado Tatishvili and Tamuna Museridze (GBP First Channel, all shows)[214][215]
- – Peter Urban (EinsPlus (live) and EinsFestival (delayed), all shows; Phoenix, semi-finals; Das Erste, final)[216]
- – Maria Kozakou (NERIT, all shows), Giorgos Kapoutzidis (NERIT, final)[217]
- – Gábor Gundel Takács (M1, all shows)[218][219]
- – Felix Bergsson (RÚV and Rás 2, all shows)[220][221]
- – Marty Whelan (RTÉ Two, semi-finals; RTÉ One, final);[222] Shay Byrne and Zbyszek Zalinski (RTÉ Radio 1, second semi-final and final)[223]
- – Hebrew/Arabic subtitles (Channel 1 and Channel 33, all shows);[224] Kobi Menora and Yuval Caspin (88 FM, all shows)[225]
- – Marco Ardemagni and Filippo Solibello (Rai 4, semi-finals);[226] Linus and Nicola Savino (Rai 2, final)[227][228]
- – Diana Snegina and Kaldybek Zhaysanbay (Khabar, all shows)[229]
- – Valters Frīdenbergs and Kārlis Būmeisters (LTV1, all shows)[230]
- – Darius Užkuraitis (LRT and LRT Radijas, all shows)[231][232]
- – Karolina Petkovska (MRT 1, MRT Sat and Radio Skopje, all shows)[233][234][235]
- – Carlo Borg Bonaci (TVM, all shows)[236]
- – Daniela Babici (Moldova 1 and Radio Moldova, all shows)[237][238]
- – TBA (TVCG 1, all shows); Sonja Savović and Sanja Pejović (Radio Crne Gore and Radio 98, all shows)[239]
- – TBA (BBC UKTV, all shows)[240]
- – Cornald Maas and Jan Smit (Nederland 1 and BVN, all shows)[241][242]
- – Olav Viksmo Slettan (NRK1, all shows);[243] Ronny Brede Aase, Silje Reiten Nordnes and Line Elvsåshagen (NRK3, final)[244]
- – Artur Orzech (TVP1 and TVP Polonia (live), TVP Rozrywka (one day delay), all shows)[245]
- – Sílvia Alberto (RTP1, first semi-final and final (live), second semi-final (delayed))[246]
- – Bogdan Stănescu (TVR1, TVRi and TVR HD, all shows)[247]
- – Olga Shelest and Dmitriy Guberniev (Russia-1, all shows)[248][249]
- – Italian: Lia Fiorio and Gigi Restivo (SMtv San Marino and Radio San Marino, all shows);[250] English: John Kennedy O'Connor and Jamarie Milkovic  (SMtv Web TV (Online), all shows)[251]
- – Silvana Grujić (RTS1 and RTS HD, all shows)[252][253]
- – Andrej Hofer (RTV SLO2, semi-finals; RTV SLO1 and Televizija Maribor, final; Radio Val 202 and Radio Maribor, second semi-final and final)[254]
- – José María Íñigo (La 2 (TVE), first semi-final; La 1 (TVE), final)[255]
- – Malin Olsson and Edward af Sillén (SVT1, all shows);[256] Carolina Norén and Ronnie Ritterland (SR P4, all shows)[257]
- – German: Sven Epiney (SRF zwei, semi-finals; SRF 1, final);[258] Italian: Sandy Altermatt and Alessandro Bertoglio (RSI La 2, second semi-final; RSI La 1, final);[259] French: Jean-Marc Richard and Valérie Ogier (RTS Deux, second semi-final; RTS Un, final)[260][261]
- – Timur Miroshnychenko and Tetiana Terekhova (First National, all shows);[262][263][264] Olena Zilinchenko (NRCU, all shows)[265]
- –  Scott Mills and Laura Whitmore (BBC Three, semi-finals);[266] Graham Norton (BBC One, final); Ana Matronic (Radio 2 Eurovision, second semi-final);[267] Ken Bruce (BBC Radio 2, final)[268]

Em Atualização.

### Porta-vozes
1. Azerbaijão – Sabina Babayeva
( Representante do Azerbaijão em 2012)
2. Grécia – Andrianna Maggania
3. Polónia – Paulina Chylewska
4. Albânia – Andri Xhahu
5. San Marino – Michele Perniola
6. Dinamarca – Sofie Lassen-Kahlke
7. Montenegro – Tijana Mišković
8. Roménia – Sonia Argint Ionescu
9. Rússia – Alsou
(Representante da Rússia em 2000
10. Países Baixos – Tim Douwsma
11. Malta – Valentina Rossi
12. França – Elodie Suigo
13. Reino Unido – Scott Mills
14. Letónia – Ralfs Eilands (Membro da banda PeR em 2013)
15. Arménia – Anna Avanesyan
16. Islândia – Benedict Valsson
17. Macedónia do Norte – Marko Mark
18. Suécia – Alcazar
19. Bielorrússia – Alyona Lanskaya (Representante da Bielorrússia em 2013)
20. Alemanha – Helene Fischer
21. Israel – Ofer Nachson
22. Portugal – Joana Teles
23. Noruega – Margrethe Røed
24. Estónia – Lauri Pihlap
25. Hungria – Éva Novodomszky
26. Moldávia – Olivia Furtuna
27. Irlanda – Nicky Byrne
28. Finlândia – Redrama
29. Lituânia – Ignas Krupavicius
30. Áustria – Kati Bellowitsch
31. Espanha – Carolina Casado
32. Bélgica – Angelique Vlieghe
33. Itália – Linus
34. Ucrânia – Zlata Ognevich (Representante da Ucrânia em 2013)
35. Suíça – Kurt Aeschbacher
36. Geórgia – Sopho Gelovani e Nodiko Tatishvili (Representantes da Georgia em 2013)
37. Eslovénia – Ula Furlan

## Factos e Controvérsias

### Datas
As datas previstas para o Festival da Canção 2014 era dia 13 , 15 e 17 de Maio foi dado pela apresentadora do Festival Eurovisão da Canção 2013 Petra Mede no fim do espetáculo depois foi confirmado que as novas datas seriam mais cedo ; 6 , 8 e 10 de Maio.

### As participações
Este ano ouveram 4 saídas e 2 regressos, por outro lado houve um país que desconfirmou e depois confirmou; houve dois paíes que tentaram participar mas, foi recusada:
- Liechtenstein - Não foi aceite porque ainda não conseguiu aderir á EBU.
- Cazaquistão - O país não é considerado um país europeu , ainda para mais  tenta também ser um membro da ABU para assim participar no Asia-Pacific Song Festival.

### Polémica
Sobre a  Crimeia
O maior certame de música europeu será mais um prova de fogo à Crimeia e ao conflito Rússia/Ucrânia. A questão que impera, no momento, é porque país votará a província. Qualquer decisão terá, indubitavelmente, um significado político.
A UER admite a dificuldade da decisão, embora remeta o assunto para as questões técnicas. Jon Ola Sand disse que a realidade está para lá do nosso controlo. O jornalista sueco Stig Fredriksson, correspondente da agência TT em Moscovo, explicou que o dilema é muito interessante. Nenhum país reconheceu a anexação. Aceitar que a Crimeia vote pela Rússia é aceitar a sua incorporação.
O supervisor executivo do ESC prefere não misturar política com o evento e diz que é um desafio técnico. É algo que vai ser decidido quando soubermos a infraestrutura do território e quem é o operador que vai trabalhar no local, se é russo ou ucraniano. A UER está a trabalhar neste assunto com a televisão pública ucraniana. Uma solução seria não permitir que a Crimeia votasse. No entanto, esta solução não agrada à UER e a Jon Ola Sand.
Loreen, vencedora do certame em 2012, defendeu em entrevista a um tablóide sueco que a Crimeia é território ucraniano. Junta-se assim a outra vencedora do ESC, Ruslana, que também defende que a anexação da região é ilegal. As duas cantoras são conhecidas pelas suas lutas pelos direitos humanos.
Sobre o Vencedor
Conchita Wurst deu à Áustria a primeira vitória desde 1966 e ao agradecer, sublinhou que é uma vitória da liberdade e da tolerância. Alguns países contestaram a participação da "mulher barbuda" no Festival da Eurovisão.
Conchita Wurst não passa despercebida. É um travesti com barba, um rosto delicado e maquilhado coberto por uma barba preta e espessa, cabelos longos, vestido de cauda e brincos compridos. Conchita é o alter ego do austríaco Thomas Neuwirth, de 25 anos, e venceu o festival com a música "Rise Like a Phoenix".